# Tyrannosauridae
Vous lisez un « bon article » labellisé en 2010.
Tyrannosauridés · Tyrannosaures
Famille
Sous-familles de rang inférieur
- † Aublysodon
- † Deinodon
- † Raptorex ?
- † Albertosaurinae
- † Tyrannosaurinae

Synonymes
- Deinodontidae Cope, 1866
- Aublysodontidae Nopcsa, 1928
- Shanshanosauridae Dong, 1977

Les tyrannosauridés (Tyrannosauridae), terme signifiant « lézards tyrans », sont une famille éteinte de dinosaures théropodes du Crétacé supérieur d'Amérique du Nord et d'Asie, comprenant notamment Tyrannosaurus et des espèces apparentées. Ils sont classés en deux ou trois sous-familles, selon les auteurs.
Les Tyrannosauridae étaient des carnivores bipèdes dotés d'un crâne massif et de dents épaisses. Malgré leur poids important, leurs membres postérieurs sont longs et adaptés à une marche rapide. En revanche, les membres antérieurs sont réduits, avec seulement deux doigts fonctionnels. Bien que descendant d'ancêtres de petite taille, les Tyrannosauridae étaient presque toujours les plus grands prédateurs de leurs écosystèmes respectifs, occupant ainsi le sommet de la chaîne alimentaire. Tyrannosaurus rex, la plus grande espèce connue de la famille, atteignant près de 13 mètres de long, est l'un des plus grands prédateurs terrestres connus. 
Des restes très complets ont été découverts de la plupart des Tyrannosauridae connus, ce qui a permis d'étudier leur biologie, en particulier leur ontogenèse, leur biomécanique et leur écologie.

## Historique des découvertes

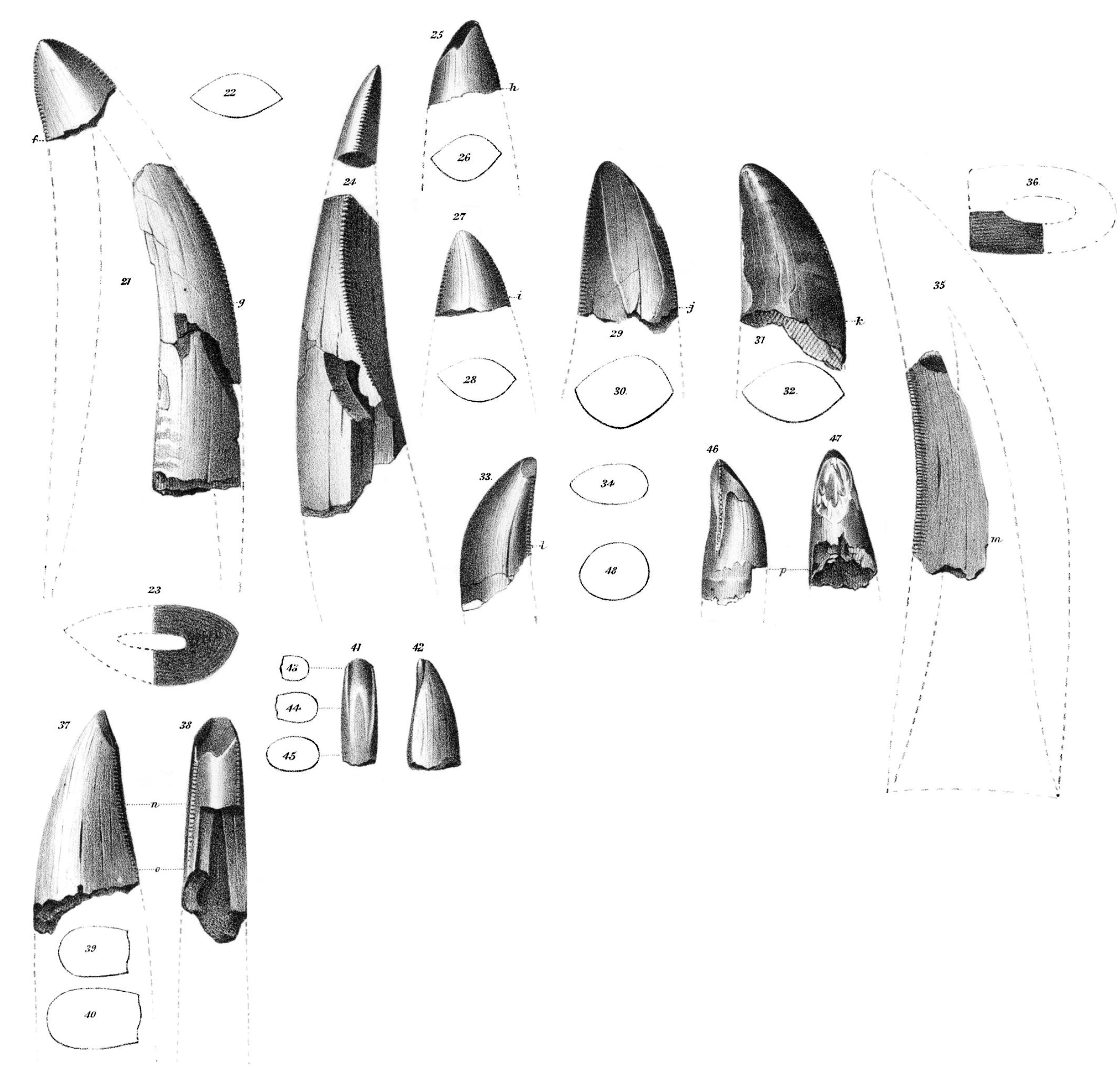
Dents de Deinodon, les premiers restes découverts de Tyrannosauridae.

Les premiers restes de Tyrannosauridae ont été découverts lors d'expéditions menées par la Commission géologique du Canada qui trouva de nombreuses dents éparses. Joseph Leidy donna le nom de Deinodon (« dent épouvantable ») à ces dents de dinosaures en 1856. Les premiers spécimens de bonne qualité de Tyrannosauridae ont été trouvés dans la Formation de Horseshoe Canyon dans l'Alberta et se composaient de crânes presque complets et de parties de squelettes. Ces restes ont été étudiés par Edward Drinker Cope en 1876 qui les considéraient comme ceux d'une espèce de Tyrannosauroidea, le Dryptosaurus. En 1905, Henry Fairfield Osborn a reconnu que les restes trouvés dans l'Alberta étaient très différents de ceux du Dryptosaurus et a inventé un nouveau nom pour eux : Albertosaurus sarcophagus (« lézard mangeur de chair de l'Alberta »). Cope décrivit davantage de restes de Tyrannosauridae en 1892, avec des vertèbres isolées, et donna à cet animal le nom de Manospondylus gigas. Cette découverte a été négligée pendant plus d'un siècle, ce qui a causé une controverse au début des années 2000 quand on découvrit que ce matériel appartenait en fait à Tyrannosaurus rex alors que Manospondylus gigas aurait dû avoir l'antériorité.
Dans un article de 1905 intitulé Albertosaurus, Osborn décrivit deux spécimens de Tyrannosauridae supplémentaires qui avaient été découverts dans le Montana et le Wyoming lors d'une expédition en 1902 l’American Museum of Natural History, dirigée par Barnum Brown. Initialement, Osborn les considérait comme des espèces distinctes. Il nomma le premier Dynamosaurus imperiosus (« lézard puissant empereur »), et le second, Tyrannosaurus rex (« lézard tyran roi »). Un an plus tard, Osborn a reconnu que ces deux échantillons provenaient en fait de la même espèce. Bien que Dynamosaurus ait été trouvé en premier, le nom Tyrannosaurus figurait une page plus tôt dans l'article original décrivant les deux spécimens. Par conséquent, selon le Code international de nomenclature zoologique (CINZ), le nom de Tyrannosaurus a été utilisé.

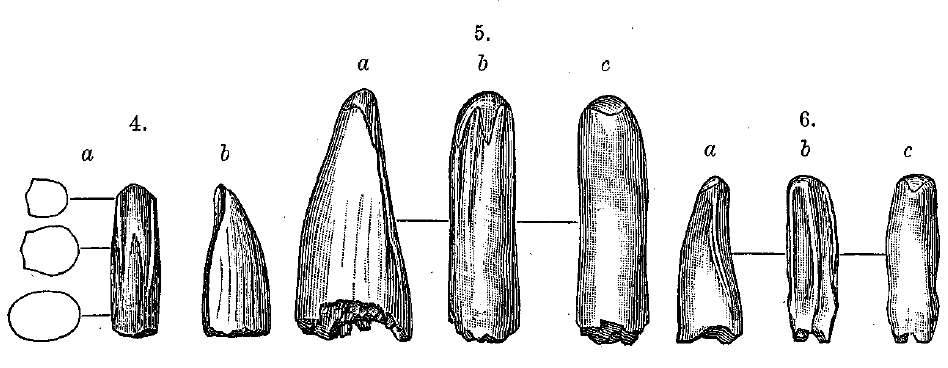
Dents attribuées à Aublysodon à différentes époques.

Barnum Brown a ensuite recueilli plusieurs spécimens de nouveaux Tyrannosauridae dans l'Alberta, y compris le premier ayant encore ses deux pattes avant avec ses doigts caractéristiques (que Lawrence Lambe nomma Gorgosaurus libratus, « lézard féroce équilibré », en 1914). Une seconde découverte importante attribuée à un Gorgosaurus a été faite en 1942, sous la forme d'un ensemble bien conservé, même si, exceptionnellement, il avait un petit crâne complet. Le spécimen a dû attendre la fin de la Seconde Guerre mondiale pour être étudié par Charles W. Gilmore, qui le nomma Gorgosaurus lancesnis. Ce crâne a été ré-étudié par Robert T. Bakker, Phil Currie, et Michael Williams en 1988, et affecté à un nouveau genre Nanotyrannus. C'est également en 1946 que les paléontologues d'Union soviétique ont mené leurs premières expéditions en Mongolie et découvert les premiers restes de Tyrannosauridae d'Asie. En 1955, Evgeny Maleev décrivit de nouvelles espèces de Tyrannosauridae découvertes en Mongolie ainsi qu'un nouveau genre : Tarbosaurus (« lézard terrible »). Des études ultérieures, cependant, ont montré que toutes les espèces de Tyrannosauridae découvertes par Maleev étaient en fait une espèce de Tarbosaurus à différents stades de croissance. Une deuxième espèce de Tyrannosauridae mongol a été trouvée plus tard, décrite par Sergei Kurzanov en 1976, et a reçu le nom d'Alioramus remotus (« autre branche éloignée »), bien que son statut de vrai Tyrannosauridae et non pas de Tyrannosauroidea, plus primitif, soit encore controversé,,.

## Description

Comparaison de la taille de divers Tyrannosauridae Tyrannosaurus, Tarbosaurus, Albertosaurus, Gorgosaurus et Daspletosaurus avec un être humain de taille moyenne (vue d'artiste).

Tous les Tyrannosauridae connus étaient de grands animaux. Le plus petit spécimen connu est un Alioramus dont la longueur est estimée entre 5 et 6 mètres du museau à l'extrémité de la queue mais considéré comme un juvénile par Thomas R. Holtz et Philip J. Currie,. Les divers squelettes d’Albertosaurus, Gorgosaurus et Daspletosaurus trouvés mesurent entre 8 et 10 mètres de long, tandis que Tarbosaurus atteignait une longueur de 12 mètres. D'après les estimations les plus récentes basées sur les plus grands spécimens, Tyrannosaurus, le plus grand des tyrannosaures connus, approcherait la taille de 13,2 mètres de long pour un poids allant de 8,4 à 14 tonnes,,,.

### Crâne et dentition
L'anatomie de la tête des Tyrannosauridae est bien décrite car on possède des crânes complets de tous les genres, à l'exception d’Alioramus, dont on n'a trouvé qu'un crâne partiel. Tyrannosaurus, Tarbosaurus et Daspletosaurus avaient des têtes qui mesuraient plus d'un mètre de longueur et le plus grand crâne découvert de Tyrannosaurus mesure plus de 1,75 mètre de long. Les Tyrannosauridae adultes avaient des crânes massifs avec de nombreux os soudés entre eux et renforcés pour plus de solidité mais on trouve aussi des cavités creusées dans les os et de nombreuses grandes ouvertures qui contribuaient à réduire le poids du crâne. Plusieurs caractéristiques des crânes de Tyrannosauridae ont également été retrouvées chez leurs ancêtres immédiats, comme la présence de prémaxillaires et des os du nez soudés.
Les crânes des Tyrannosauridae présentent de nombreuses particularités, comme la présence d'une crête sur les os pariétaux, crête qui courait longitudinalement le long de la suture sagittale et séparait les deux fenêtres supratemporales sur le sommet du crâne. En arrière de ces fenêtres, les Tyrannosauridae avaient une autre crête à hauteur de la nuque, au niveau des os pariétaux, mais orientée dans un plan transversal plutôt que longitudinal. Cette crête était particulièrement bien développée chez Tyrannosaurus, Tarbosaurus et Alioramus. Albertosaurus, Daspletosaurus et Gorgosaurus avaient de hautes crêtes sur les os lacrymaux à l'angle interne des yeux, tandis que Tarbosaurus et Tyrannosaurus avaient des os postorbitaires extrêmement développés formant des crêtes osseuses très épaisses en forme de croissant au-dessus des yeux. Alioramus avait une rangée de six crêtes osseuses sur le dessus de son museau, au niveau de l'os du nez ; des crêtes sur le dessous de la tête ont été signalées sur quelques spécimens de Daspletosaurus et de Tarbosaurus, ainsi que chez un Tyrannosauroidea, Appalachiosaurus,.
Les Tyrannosauridae, comme leurs ancêtres, étaient hétérodontes, avec les dents des prémaxillaires transversalement en forme de D et plus petites que les autres. Contrairement aux tyrannosaures primitifs et à la plupart des autres théropodes, les dents des maxillaires et des mandibules des Tyrannosauridae matures n'étaient pas tranchantes, mais très épaisses et souvent circulaires dans leur section transversale. Le nombre de dents avait tendance à être fixe au sein des espèces et les espèces de grande taille semblent en avoir eu moins que les plus petites. Par exemple, Alioramus avait 76 à 78 dents tandis que Tyrannosaurus en avait entre 54 et 60.
William Abler (en) observe en 2001 que les dentelures des dents d'Albertosaurus ressemblent à une fissure se terminant par un vide rond appelé ampoule. Les dents des Tyrannosauridae étaient utilisées comme crampons pour retirer la viande d'un corps, donc lorsqu'un tyrannosaure aurait tiré un morceau de viande, la tension pourrait provoquer une dentelure purement semblable à une fissure à se propager à travers la dent. Cependant, la présence de l'ampoule aurait réparti ces forces sur une plus grande surface et diminué le risque d'endommagement de la dent sous contrainte. La présence d'incisions se terminant par des vides a des parallèles dans l'ingénierie humaine. Les fabricants de guitares utilisent des incisions se terminant par des vides pour, comme le décrit Abler, « conférer des régions alternées de flexibilité et de rigidité » au bois avec lequel ils travaillent. L'utilisation d'une perceuse pour créer une sorte d'« ampoule » et empêcher la propagation de fissures à travers le matériau est également utilisée pour protéger les surfaces des avions. Abler a démontré qu'une barre de plexiglas avec des incisions appelées "kerfs" et des trous percés était plus de 25 % plus solide qu'une barre avec seulement des incisions régulièrement placées. Contrairement aux tyrannosaures et autres théropodes, d'anciens prédateurs comme les phytosaures et le synapside Dimetrodon n'avaient aucune adaptation pour empêcher les dentelures en forme de fissure de leurs dents de se propager lorsqu'elles étaient soumises aux forces de l'alimentation.

### Squelette postcrânien

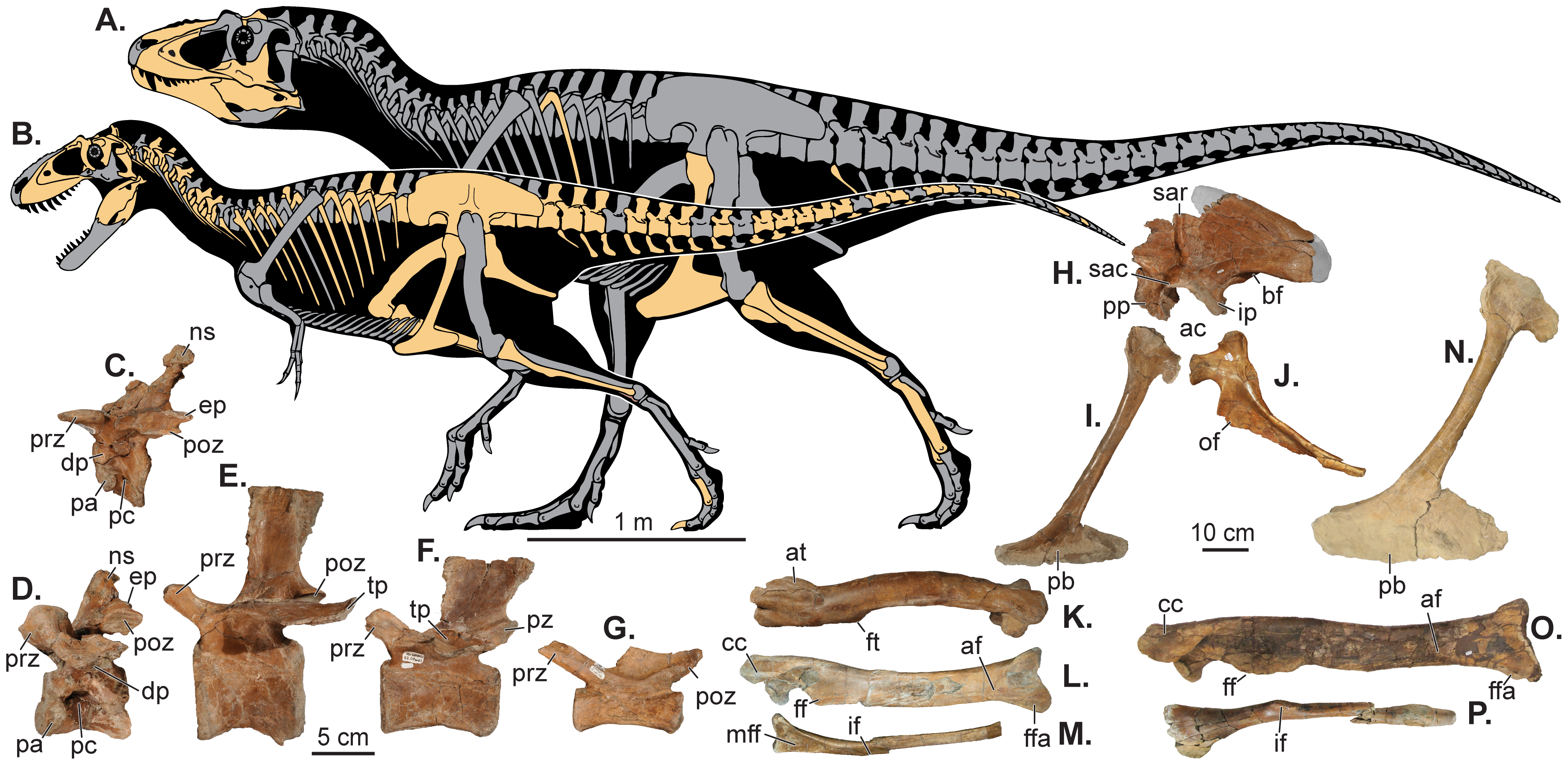
Schémas squelettiques de Lythronax (A) et Teratophoneus (B).

La tête était posée à l'extrémité d'un cou épais, en forme de S, et une longue et lourde queue faisait contrepoids pour équilibrer tête et torse, mettant le centre de gravité au niveau des hanches. Les Tyrannosauridae sont connus pour avoir eu, proportionnellement à leur taille, de petits membres antérieurs terminés par deux doigts, même si on a retrouvé quelquefois les restes d'un troisième doigt vestigial,. Tarbosaurus est le genre qui avait les membres antérieurs les plus courts par rapport à la taille de son corps, tandis que Daspletosaurus avait les plus longs.

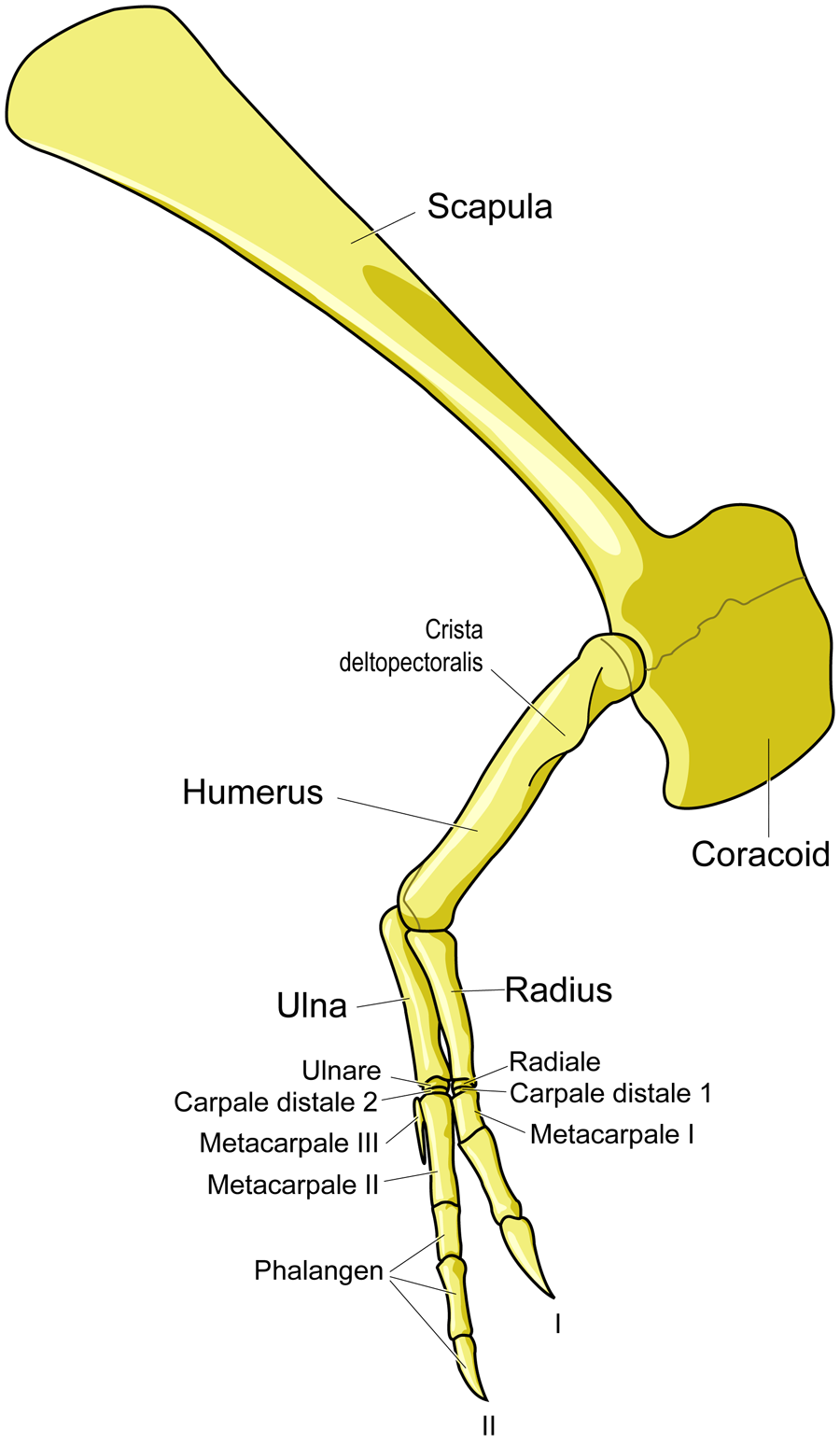
Schéma détaillé du bras droit et de l'omoplate de Gorgosaurus.

Les Tyrannosauridae marchaient exclusivement sur leurs membres postérieurs, de sorte que les os de leurs pattes arrière étaient massifs. Contrairement aux antérieurs, les membres postérieurs étaient plus longs, par rapport à la taille du corps, que chez la plupart des autres théropodes. Les jeunes et même certains adultes de petite taille, comme les Tyrannosauroidea primitifs, avaient des tibias plus longs que les fémurs, une caractéristique des dinosaures qui marchaient vite comme les Ornithomimidae. Les adultes les plus grands avaient des membres inférieurs caractéristiques d'animaux plus lents, mais pas autant que d'autres grands théropodes comme les Abelisauridae ou les Carnosauria. Les Tyrannosauridae avaient un petit troisième métatarsien coincé entre les deuxième et quatrième, constituant une structure connue sous le nom d'arctométatarse. On ne sait pas quand ces arctométatarses sont apparus. Ils n'étaient pas présents chez les premiers Tyrannosauroidea comme Dilong mais on les a retrouvés chez les derniers Appalachiosaurus. Cette structure se retrouve également chez les Troodontidae, les Ornithomimidae et les Caenagnathidae, mais son absence chez les premiers Tyrannosauroidea indique qu'elle a été acquise par une évolution convergente.

## Classification
Le nom de Deinodontidae a été inventé par Edward Drinker Cope en 1866 pour cette famille et a continué d'être utilisé à la place de celui de Tyrannosauridae jusque dans les années 1960. Le genre type de la famille était Deinodon, nom donné d'après des dents isolées trouvées au Montana. Toutefois, dans une étude de 1970 sur les Tyrannosaurus en Amérique du Nord, Dale Russell a conclu que Deinodon n'était pas un taxon valide, et a utilisé le nom de Tyrannosauridae à la place de celui de Deinodontidae, indiquant que cela était conforme aux règles de la CINZ. Par conséquent, le nom Tyrannosauridae est maintenant préféré par les experts modernes.
Tyrannosaurus était un nom créé par Henry Fairfield Osborn en 1905, appliqué à la famille des Tyrannosauridae de l'époque. Le nom est dérivé de l'ancien grec τυραννος/tyrannos (« tyran ») et σαυρος/sauros (« lézard »). Le très commun suffixe -idae est ajouté aux noms de famille zoologique et est dérivé du suffixe grec -ιδαι/-idai, qui indique un nom pluriel.

### Taxinomie

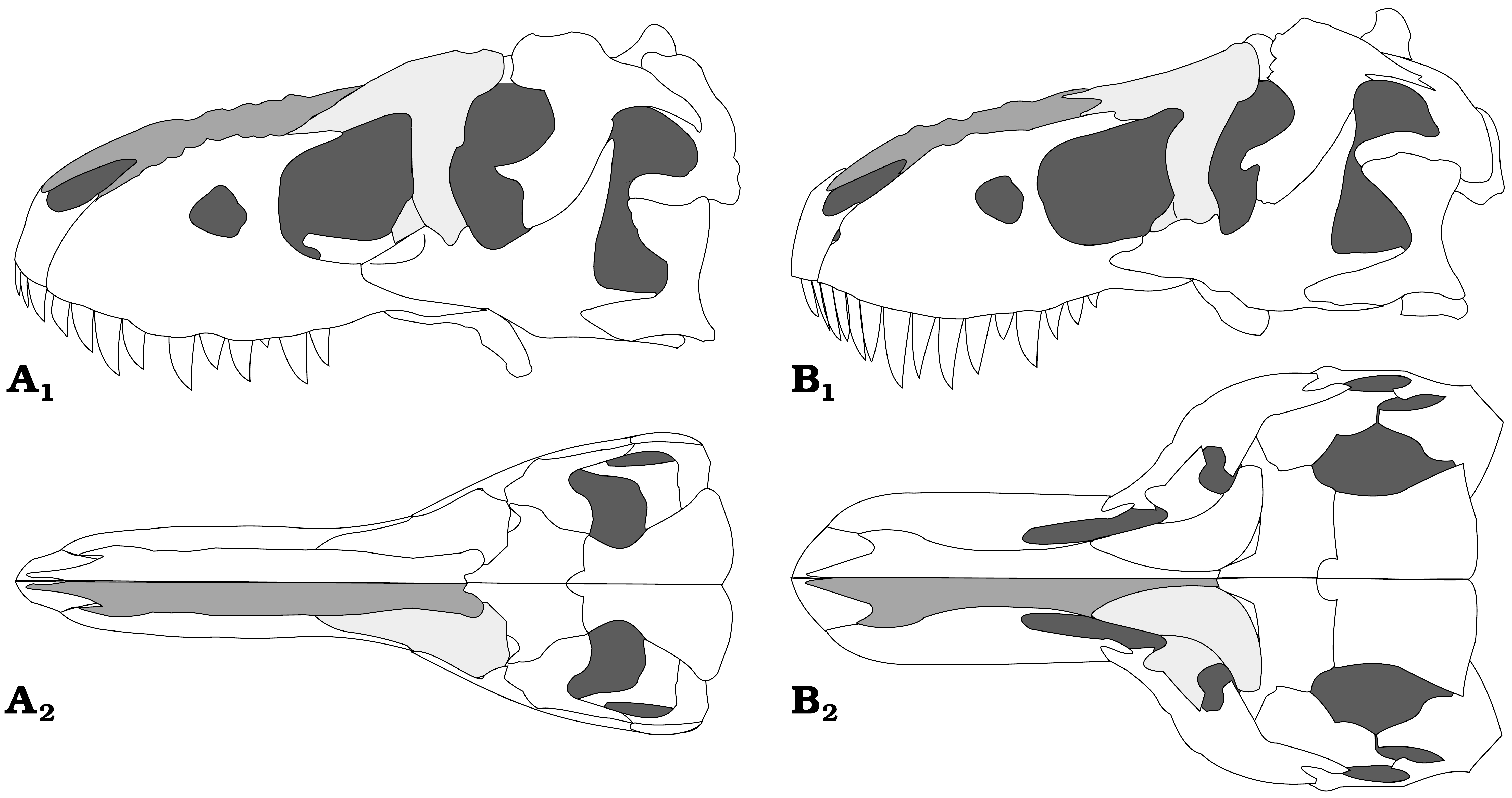
Diagramme montrant les différences entre un crâne généralisé de Tarbosaurus (A) et de Tyrannosaurus (B).

Tyrannosauridae est une famille dans la classification linnéenne. Elle fait partie de la super-famille des Tyrannosauroidea, du clade des Coelurosauria et du sous-ordre des Theropoda.
Les Tyrannosauridae sont divisés en deux sous-familles. Les Albertosaurinae d'Amérique du Nord comprennent les genres Albertosaurus et Gorgosaurus tandis que les Tyrannosaurinae comprennent les genres Daspletosaurus, Tarbosaurus, Nanuqsaurus et Tyrannosaurus. Certains auteurs incluent les espèces Gorgosaurus libratus dans le genre Albertosaurus et Tarbosaurus bataar dans le genre Tyrannosaurus, tandis que d'autres préfèrent conserver Gorgosaurus et Tarbosaurus dans des genres séparés. Les Albertosaurinae se caractérisent par une charpente osseuse plus fine, un crâne plus petit et des tibias proportionnellement plus grands que ceux des Tyrannosaurinae. De plus, chez les Tyrannosaurinae, la crête sagittale trouvée sur les pariétaux continue en avant sur les frontaux. En 2014, Lü Junchang et al. décrit les Alioramini comme une tribu au sein des Tyrannosauridae contenant les genres Alioramus et Qianzhousaurus. Leur analyse phylogénétique a indiqué que la tribu était située à la base des Tyrannosaurinae,. Certains auteurs, tels que George Olshevsky et Tracy Ford, ont créé d'autres subdivisions ou tribus pour diverses combinaisons de Tyrannosauridae au sein des sous-familles,. Cependant, ceux-ci n'ont pas été définis phylogénétiquement et se composent généralement de genres qui sont maintenant considérés comme des synonymes d'autres genres ou espèces.
Des sous-familles supplémentaires ont été nommées pour des genres plus fragmentaires, notamment Aublysodontinae et Deinodontinae. Cependant, les genres Aublysodon et Deinodon sot généralement considérés comme des nomina dubia, de sorte qu'eux et leurs sous-familles éponymes sont généralement exclus des taxonomies des Tyrannosauridae. Un genre supplémentaire, Raptorex, a été initialement décrit comme un Tyrannosauroidea plus primitif, mais représente probablement une Tyrannosaurinae juvénile similaire à Tarbosaurus. Cependant, comme il n'est connu que d'un spécimen juvénile, il est également actuellement considéré comme un nomen dubium.

### Phylogénie
Avec l'avènement de la systématique phylogénétique en paléontologie des vertébrés, on a donné plusieurs classifications des Tyrannosauridae. La première, due à Paul Sereno en 1998, inclut tous les Tyrannosauroidea les plus proches de Tyrannosaurus autres que Alectrosaurus, Aublysodon ou Nanotyrannus. Toutefois, Nanotyrannus est souvent considéré comme un jeune Tyrannosaurus rex tandis que Aublysodon est généralement considéré comme un nomen dubium impropre à l'usage dans la définition d'un clade. Les nouvelles définitions sont basées sur des genres plus précis.
En 2001, Thomas R. Holtz Jr. a publié une analyse cladistique des Tyrannosauridae, concluant qu'il y a deux sous-familles : les Aublysodontinae, plus primitifs, caractérisées par des dents du prémaxillaires non dentelées ; et les Tyrannosaurinae. Les Aublysodontinae comprenaient Aublysodon, le "Aublysodon de Kirtland" et Alectrosaurus. Holtz a également découvert que Siamotyrannus présentait certaines des synapomorphies des tyrannosauridés, mais se situerait « en dehors de la famille proprement dite ».
Plus tard dans le même article, il proposé que les Tyrannosauridae soient définis comme « tous les descendants de l'ancêtre commun le plus récent de Tyrannosaurus et Aublysodon ». Il critique également les définitions précédemment proposées par d'autres chercheurs, comme celle proposée par Paul Sereno, selon lesquelles les Tyrannosauridae seraient « tous des taxons plus proches de Tyrannosaurus que d'Alectrosaurus, Aublysodon et Nanotyrannus ». Holtz observe que puisque Nanotyrannus était probablement un juvénile de T. rex mal identifié, la définition proposée par Sereno aurait la famille des Tyrannosauridae comme sous-taxon du genre Tyrannosaurus. De plus, sa définition proposée de la sous-famille des Tyrannosaurinae serait également limitée à Tyrannosaurus.
Une tentative de classification faite par Christopher Brochu en 2003 inclut Albertosaurus, Alectrosaurus, Alioramus, Daspletosaurus, Gorgosaurus, Tarbosaurus et Tyrannosaurus dans la définition. Holtz a redéfini le clade en 2004 pour utiliser tout ce qui précède sauf Alioramus et Alectrosaurus, qu'ils ne pouvaient pas classer avec certitude. Toutefois, dans le même journal, Holtz a également fourni une définition complètement différente, comprenant tous les Theropoda plus apparentés à Tyrannosaurus que Eotyrannus. La définition la plus récente est celle de Sereno en 2005, qui définit les Tyrannosauridae comme le clade contenant au moins Albertosaurus, Gorgosaurus et Tyrannosaurus.
Les analyses cladistiques de la phylogénie des Tyrannosauridae trouvent souvent que Tarbosaurus et Tyrannosaurus sont des taxons sœur, alors que Torosus est plus primitif. Une relation étroite entre Tarbosaurus et Tyrannosaurus est soutenue par de nombreuses caractéristiques du crâne, y compris le modèle de sutures entre les os de certains, la présence d'une crête en forme de croissant sur l'os postorbitaire au-dessus de chaque œil et un maxillaire très profond avec une courbe notable à la baisse sur le bord inférieur entre autres,. Une autre hypothèse a été présentée dans une étude réalisée en 2003 par Phil Currie et ses collègues, qui ont trouvé peu d'arguments favorables pour que Daspletosaurus soit un membre basal d'un clade comprenant également Tarbosaurus et Alioramus, ces deux derniers provenant d'Asie, basé sur l'absence d'un volet osseux reliant les os du nez et les os lacrymaux. Alioramus s'est avéré être le plus proche parent de Tarbosaurus dans cette étude, basée sur un modèle de répartition similaire des contraintes dans le crâne.
Une étude connexe a également noté un mécanisme de verrouillage de la mâchoire inférieure partagé entre les deux genres. Dans un document séparé, Currie a noté la possibilité que Alioramus puisse être un jeune Tarbosaurus mais il a déclaré que le nombre de dents beaucoup plus élevé et les crêtes nasales plus importantes d'Alioramus suggèrent qu'il s'agit d'un genre distinct. De même, Currie utilise le nombre de dents élevé de Nanotyrannus pour penser qu'il s'agit peut-être d'un genre distinct, plutôt que d'un jeune Tyrannosaurus comme la plupart des autres experts le croient,. Cependant, la découverte puis la description de Qianzhousaurus en 2014 a révélé qu'Alioramus ne serait pas un proche parent de Tarbosaurus, mais qu'il appartiendrait à une nouvelle branche de tyrannorauridés, la tribu des Alioramini. La découverte de Qianzhousaurus a révélé en outre que de tels tyrannosauridés possédant un long museau étaient largement répandus dans toute l'Asie et auraient partagé le même environnement, tout en évitant la concurrence avec les tyrannosaurinés plus grands et plus robustes en chassant des proies différentes.
Ci-dessous, la phylogénie des genres de tyrannosauridés d'après l'étude publié par Brusatte & Carr (2016) :
|  | Albertosaurus |
|  |               |
|  | Gorgosaurus   |
|  |               |

| Alioramini | \| \| Alioramus \| \| \| \| \| \| Qianzhousaurus \| \| \| \| |
|            | \| \| Alioramus \| \| \| \| \| \| Qianzhousaurus \| \| \| \| |
|            | Alioramus                                                    |
|            |                                                              |
|            | Qianzhousaurus                                               |
|            |                                                              |

|  | Alioramus      |
|  |                |
|  | Qianzhousaurus |
|  |                |

|  | Nanuqsaurus   |
|  |               |
|  | Teratophoneus |
|  |               |

|  | Zhuchengtyrannus                                              |
|  |                                                               |
|  | \| \| Tarbosaurus \| \| \| \| \| \| Tyrannosaurus \| \| \| \| |
|  |                                                               |
|  | Tarbosaurus                                                   |
|  |                                                               |
|  | Tyrannosaurus                                                 |
|  |                                                               |

|  | Tarbosaurus   |
|  |               |
|  | Tyrannosaurus |
|  |               |

|  | Zhuchengtyrannus                                              |
|  |                                                               |
|  | \| \| Tarbosaurus \| \| \| \| \| \| Tyrannosaurus \| \| \| \| |
|  |                                                               |
|  | Tarbosaurus                                                   |
|  |                                                               |
|  | Tyrannosaurus                                                 |
|  |                                                               |

|  | Tarbosaurus   |
|  |               |
|  | Tyrannosaurus |
|  |               |

|  | Zhuchengtyrannus                                              |
|  |                                                               |
|  | \| \| Tarbosaurus \| \| \| \| \| \| Tyrannosaurus \| \| \| \| |
|  |                                                               |
|  | Tarbosaurus                                                   |
|  |                                                               |
|  | Tyrannosaurus                                                 |
|  |                                                               |

|  | Tarbosaurus   |
|  |               |
|  | Tyrannosaurus |
|  |               |

|  | Zhuchengtyrannus                                              |
|  |                                                               |
|  | \| \| Tarbosaurus \| \| \| \| \| \| Tyrannosaurus \| \| \| \| |
|  |                                                               |
|  | Tarbosaurus                                                   |
|  |                                                               |
|  | Tyrannosaurus                                                 |
|  |                                                               |

|  | Tarbosaurus   |
|  |               |
|  | Tyrannosaurus |
|  |               |

|  | Nanuqsaurus   |
|  |               |
|  | Teratophoneus |
|  |               |

|  | Zhuchengtyrannus                                              |
|  |                                                               |
|  | \| \| Tarbosaurus \| \| \| \| \| \| Tyrannosaurus \| \| \| \| |
|  |                                                               |
|  | Tarbosaurus                                                   |
|  |                                                               |
|  | Tyrannosaurus                                                 |
|  |                                                               |

|  | Tarbosaurus   |
|  |               |
|  | Tyrannosaurus |
|  |               |

|  | Zhuchengtyrannus                                              |
|  |                                                               |
|  | \| \| Tarbosaurus \| \| \| \| \| \| Tyrannosaurus \| \| \| \| |
|  |                                                               |
|  | Tarbosaurus                                                   |
|  |                                                               |
|  | Tyrannosaurus                                                 |
|  |                                                               |

|  | Tarbosaurus   |
|  |               |
|  | Tyrannosaurus |
|  |               |

|  | Zhuchengtyrannus                                              |
|  |                                                               |
|  | \| \| Tarbosaurus \| \| \| \| \| \| Tyrannosaurus \| \| \| \| |
|  |                                                               |
|  | Tarbosaurus                                                   |
|  |                                                               |
|  | Tyrannosaurus                                                 |
|  |                                                               |

|  | Tarbosaurus   |
|  |               |
|  | Tyrannosaurus |
|  |               |

|  | Zhuchengtyrannus                                              |
|  |                                                               |
|  | \| \| Tarbosaurus \| \| \| \| \| \| Tyrannosaurus \| \| \| \| |
|  |                                                               |
|  | Tarbosaurus                                                   |
|  |                                                               |
|  | Tyrannosaurus                                                 |
|  |                                                               |

|  | Tarbosaurus   |
|  |               |
|  | Tyrannosaurus |
|  |               |

| Alioramini | \| \| Alioramus \| \| \| \| \| \| Qianzhousaurus \| \| \| \| |
|            | \| \| Alioramus \| \| \| \| \| \| Qianzhousaurus \| \| \| \| |
|            | Alioramus                                                    |
|            |                                                              |
|            | Qianzhousaurus                                               |
|            |                                                              |

|  | Alioramus      |
|  |                |
|  | Qianzhousaurus |
|  |                |

|  | Nanuqsaurus   |
|  |               |
|  | Teratophoneus |
|  |               |

|  | Zhuchengtyrannus                                              |
|  |                                                               |
|  | \| \| Tarbosaurus \| \| \| \| \| \| Tyrannosaurus \| \| \| \| |
|  |                                                               |
|  | Tarbosaurus                                                   |
|  |                                                               |
|  | Tyrannosaurus                                                 |
|  |                                                               |

|  | Tarbosaurus   |
|  |               |
|  | Tyrannosaurus |
|  |               |

|  | Zhuchengtyrannus                                              |
|  |                                                               |
|  | \| \| Tarbosaurus \| \| \| \| \| \| Tyrannosaurus \| \| \| \| |
|  |                                                               |
|  | Tarbosaurus                                                   |
|  |                                                               |
|  | Tyrannosaurus                                                 |
|  |                                                               |

|  | Tarbosaurus   |
|  |               |
|  | Tyrannosaurus |
|  |               |

|  | Zhuchengtyrannus                                              |
|  |                                                               |
|  | \| \| Tarbosaurus \| \| \| \| \| \| Tyrannosaurus \| \| \| \| |
|  |                                                               |
|  | Tarbosaurus                                                   |
|  |                                                               |
|  | Tyrannosaurus                                                 |
|  |                                                               |

|  | Tarbosaurus   |
|  |               |
|  | Tyrannosaurus |
|  |               |

|  | Zhuchengtyrannus                                              |
|  |                                                               |
|  | \| \| Tarbosaurus \| \| \| \| \| \| Tyrannosaurus \| \| \| \| |
|  |                                                               |
|  | Tarbosaurus                                                   |
|  |                                                               |
|  | Tyrannosaurus                                                 |
|  |                                                               |

|  | Tarbosaurus   |
|  |               |
|  | Tyrannosaurus |
|  |               |

|  | Nanuqsaurus   |
|  |               |
|  | Teratophoneus |
|  |               |

|  | Zhuchengtyrannus                                              |
|  |                                                               |
|  | \| \| Tarbosaurus \| \| \| \| \| \| Tyrannosaurus \| \| \| \| |
|  |                                                               |
|  | Tarbosaurus                                                   |
|  |                                                               |
|  | Tyrannosaurus                                                 |
|  |                                                               |

|  | Tarbosaurus   |
|  |               |
|  | Tyrannosaurus |
|  |               |

|  | Zhuchengtyrannus                                              |
|  |                                                               |
|  | \| \| Tarbosaurus \| \| \| \| \| \| Tyrannosaurus \| \| \| \| |
|  |                                                               |
|  | Tarbosaurus                                                   |
|  |                                                               |
|  | Tyrannosaurus                                                 |
|  |                                                               |

|  | Tarbosaurus   |
|  |               |
|  | Tyrannosaurus |
|  |               |

|  | Zhuchengtyrannus                                              |
|  |                                                               |
|  | \| \| Tarbosaurus \| \| \| \| \| \| Tyrannosaurus \| \| \| \| |
|  |                                                               |
|  | Tarbosaurus                                                   |
|  |                                                               |
|  | Tyrannosaurus                                                 |
|  |                                                               |

|  | Tarbosaurus   |
|  |               |
|  | Tyrannosaurus |
|  |               |

|  | Zhuchengtyrannus                                              |
|  |                                                               |
|  | \| \| Tarbosaurus \| \| \| \| \| \| Tyrannosaurus \| \| \| \| |
|  |                                                               |
|  | Tarbosaurus                                                   |
|  |                                                               |
|  | Tyrannosaurus                                                 |
|  |                                                               |

|  | Tarbosaurus   |
|  |               |
|  | Tyrannosaurus |
|  |               |

|  | Albertosaurus |
|  |               |
|  | Gorgosaurus   |
|  |               |

| Alioramini | \| \| Alioramus \| \| \| \| \| \| Qianzhousaurus \| \| \| \| |
|            | \| \| Alioramus \| \| \| \| \| \| Qianzhousaurus \| \| \| \| |
|            | Alioramus                                                    |
|            |                                                              |
|            | Qianzhousaurus                                               |
|            |                                                              |

|  | Alioramus      |
|  |                |
|  | Qianzhousaurus |
|  |                |

|  | Nanuqsaurus   |
|  |               |
|  | Teratophoneus |
|  |               |

|  | Zhuchengtyrannus                                              |
|  |                                                               |
|  | \| \| Tarbosaurus \| \| \| \| \| \| Tyrannosaurus \| \| \| \| |
|  |                                                               |
|  | Tarbosaurus                                                   |
|  |                                                               |
|  | Tyrannosaurus                                                 |
|  |                                                               |

|  | Tarbosaurus   |
|  |               |
|  | Tyrannosaurus |
|  |               |

|  | Zhuchengtyrannus                                              |
|  |                                                               |
|  | \| \| Tarbosaurus \| \| \| \| \| \| Tyrannosaurus \| \| \| \| |
|  |                                                               |
|  | Tarbosaurus                                                   |
|  |                                                               |
|  | Tyrannosaurus                                                 |
|  |                                                               |

|  | Tarbosaurus   |
|  |               |
|  | Tyrannosaurus |
|  |               |

|  | Zhuchengtyrannus                                              |
|  |                                                               |
|  | \| \| Tarbosaurus \| \| \| \| \| \| Tyrannosaurus \| \| \| \| |
|  |                                                               |
|  | Tarbosaurus                                                   |
|  |                                                               |
|  | Tyrannosaurus                                                 |
|  |                                                               |

|  | Tarbosaurus   |
|  |               |
|  | Tyrannosaurus |
|  |               |

|  | Zhuchengtyrannus                                              |
|  |                                                               |
|  | \| \| Tarbosaurus \| \| \| \| \| \| Tyrannosaurus \| \| \| \| |
|  |                                                               |
|  | Tarbosaurus                                                   |
|  |                                                               |
|  | Tyrannosaurus                                                 |
|  |                                                               |

|  | Tarbosaurus   |
|  |               |
|  | Tyrannosaurus |
|  |               |

|  | Nanuqsaurus   |
|  |               |
|  | Teratophoneus |
|  |               |

|  | Zhuchengtyrannus                                              |
|  |                                                               |
|  | \| \| Tarbosaurus \| \| \| \| \| \| Tyrannosaurus \| \| \| \| |
|  |                                                               |
|  | Tarbosaurus                                                   |
|  |                                                               |
|  | Tyrannosaurus                                                 |
|  |                                                               |

|  | Tarbosaurus   |
|  |               |
|  | Tyrannosaurus |
|  |               |

|  | Zhuchengtyrannus                                              |
|  |                                                               |
|  | \| \| Tarbosaurus \| \| \| \| \| \| Tyrannosaurus \| \| \| \| |
|  |                                                               |
|  | Tarbosaurus                                                   |
|  |                                                               |
|  | Tyrannosaurus                                                 |
|  |                                                               |

|  | Tarbosaurus   |
|  |               |
|  | Tyrannosaurus |
|  |               |

|  | Zhuchengtyrannus                                              |
|  |                                                               |
|  | \| \| Tarbosaurus \| \| \| \| \| \| Tyrannosaurus \| \| \| \| |
|  |                                                               |
|  | Tarbosaurus                                                   |
|  |                                                               |
|  | Tyrannosaurus                                                 |
|  |                                                               |

|  | Tarbosaurus   |
|  |               |
|  | Tyrannosaurus |
|  |               |

|  | Zhuchengtyrannus                                              |
|  |                                                               |
|  | \| \| Tarbosaurus \| \| \| \| \| \| Tyrannosaurus \| \| \| \| |
|  |                                                               |
|  | Tarbosaurus                                                   |
|  |                                                               |
|  | Tyrannosaurus                                                 |
|  |                                                               |

|  | Tarbosaurus   |
|  |               |
|  | Tyrannosaurus |
|  |               |

| Alioramini | \| \| Alioramus \| \| \| \| \| \| Qianzhousaurus \| \| \| \| |
|            | \| \| Alioramus \| \| \| \| \| \| Qianzhousaurus \| \| \| \| |
|            | Alioramus                                                    |
|            |                                                              |
|            | Qianzhousaurus                                               |
|            |                                                              |

|  | Alioramus      |
|  |                |
|  | Qianzhousaurus |
|  |                |

|  | Nanuqsaurus   |
|  |               |
|  | Teratophoneus |
|  |               |

|  | Zhuchengtyrannus                                              |
|  |                                                               |
|  | \| \| Tarbosaurus \| \| \| \| \| \| Tyrannosaurus \| \| \| \| |
|  |                                                               |
|  | Tarbosaurus                                                   |
|  |                                                               |
|  | Tyrannosaurus                                                 |
|  |                                                               |

|  | Tarbosaurus   |
|  |               |
|  | Tyrannosaurus |
|  |               |

|  | Zhuchengtyrannus                                              |
|  |                                                               |
|  | \| \| Tarbosaurus \| \| \| \| \| \| Tyrannosaurus \| \| \| \| |
|  |                                                               |
|  | Tarbosaurus                                                   |
|  |                                                               |
|  | Tyrannosaurus                                                 |
|  |                                                               |

|  | Tarbosaurus   |
|  |               |
|  | Tyrannosaurus |
|  |               |

|  | Zhuchengtyrannus                                              |
|  |                                                               |
|  | \| \| Tarbosaurus \| \| \| \| \| \| Tyrannosaurus \| \| \| \| |
|  |                                                               |
|  | Tarbosaurus                                                   |
|  |                                                               |
|  | Tyrannosaurus                                                 |
|  |                                                               |

|  | Tarbosaurus   |
|  |               |
|  | Tyrannosaurus |
|  |               |

|  | Zhuchengtyrannus                                              |
|  |                                                               |
|  | \| \| Tarbosaurus \| \| \| \| \| \| Tyrannosaurus \| \| \| \| |
|  |                                                               |
|  | Tarbosaurus                                                   |
|  |                                                               |
|  | Tyrannosaurus                                                 |
|  |                                                               |

|  | Tarbosaurus   |
|  |               |
|  | Tyrannosaurus |
|  |               |

|  | Nanuqsaurus   |
|  |               |
|  | Teratophoneus |
|  |               |

|  | Zhuchengtyrannus                                              |
|  |                                                               |
|  | \| \| Tarbosaurus \| \| \| \| \| \| Tyrannosaurus \| \| \| \| |
|  |                                                               |
|  | Tarbosaurus                                                   |
|  |                                                               |
|  | Tyrannosaurus                                                 |
|  |                                                               |

|  | Tarbosaurus   |
|  |               |
|  | Tyrannosaurus |
|  |               |

|  | Zhuchengtyrannus                                              |
|  |                                                               |
|  | \| \| Tarbosaurus \| \| \| \| \| \| Tyrannosaurus \| \| \| \| |
|  |                                                               |
|  | Tarbosaurus                                                   |
|  |                                                               |
|  | Tyrannosaurus                                                 |
|  |                                                               |

|  | Tarbosaurus   |
|  |               |
|  | Tyrannosaurus |
|  |               |

|  | Zhuchengtyrannus                                              |
|  |                                                               |
|  | \| \| Tarbosaurus \| \| \| \| \| \| Tyrannosaurus \| \| \| \| |
|  |                                                               |
|  | Tarbosaurus                                                   |
|  |                                                               |
|  | Tyrannosaurus                                                 |
|  |                                                               |

|  | Tarbosaurus   |
|  |               |
|  | Tyrannosaurus |
|  |               |

|  | Zhuchengtyrannus                                              |
|  |                                                               |
|  | \| \| Tarbosaurus \| \| \| \| \| \| Tyrannosaurus \| \| \| \| |
|  |                                                               |
|  | Tarbosaurus                                                   |
|  |                                                               |
|  | Tyrannosaurus                                                 |
|  |                                                               |

|  | Tarbosaurus   |
|  |               |
|  | Tyrannosaurus |
|  |               |

## Physiologie

### Croissance

Courbes de croissance de certains Tyrannosauridae en fonction de l'âge.

Le paléontologue Gregory Erickson et ses collègues ont étudié la croissance et les étapes de la vie des Tyrannosauridae. L'histologie osseuse permet de déterminer l'âge d'un spécimen au moment de sa mort. La vitesse de croissance peut être déterminée en reportant sur un graphique la taille des individus en fonction de leur âge. Erickson a ainsi démontré que, après une longue période de croissance lente, les Tyrannosauridae avaient une importante poussées de croissance durant environ quatre ans vers le milieu de leur vie. Cette phase de croissance rapide se terminait à la maturité sexuelle, la croissance se ralentissant considérablement chez les animaux adultes. Une courbe de croissance de Tyrannosauridae est en forme de S, avec une vitesse de croissance maximale autour de 14 ans.

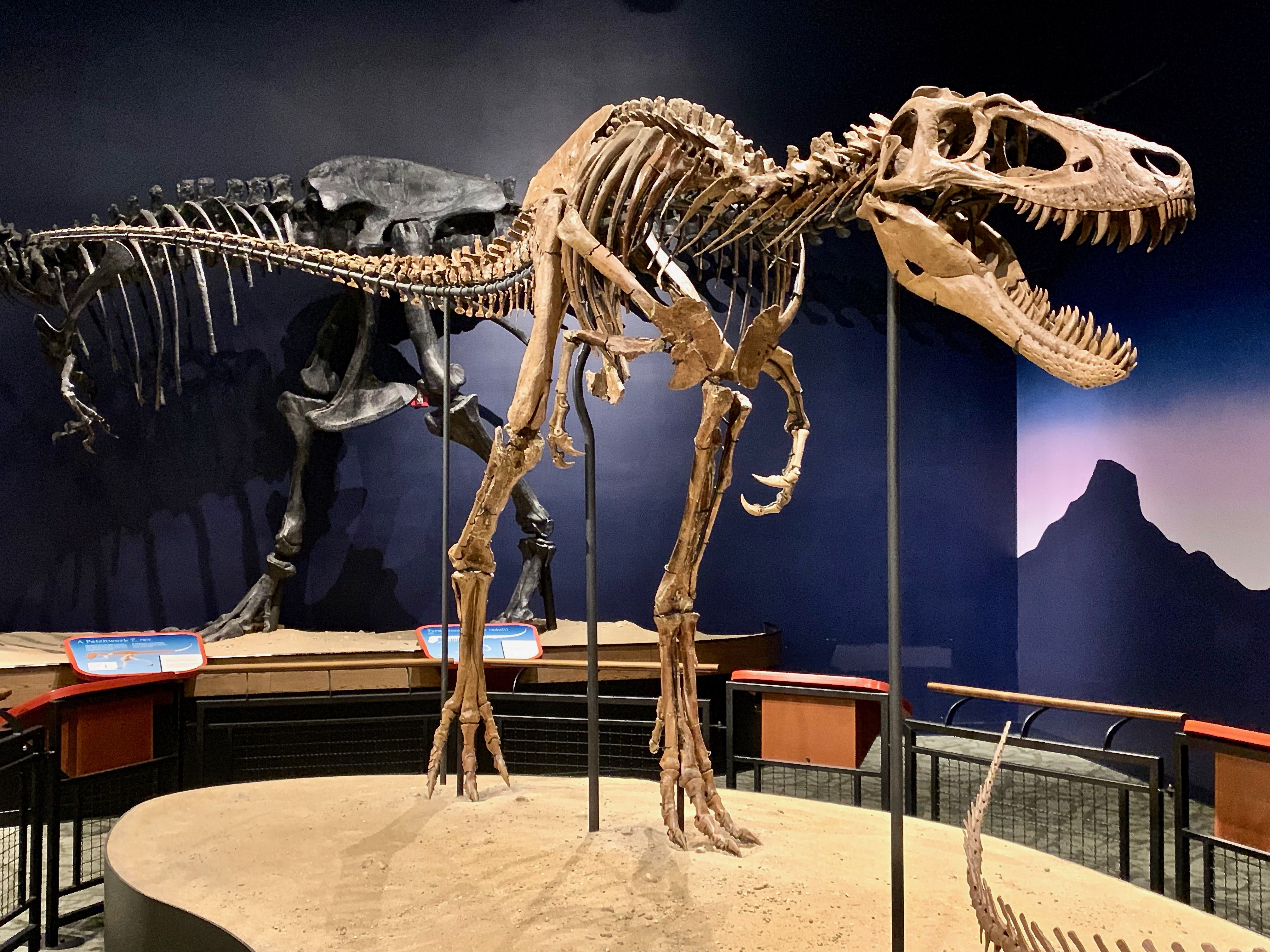
Squelette de Jane, un jeune Tyrannosaurus au museum d'histoire naturelle de Rockford.

Le plus petit Tyrannosaurus rex connu (LACM 28471, le théropode « Jordanie ») avait un poids estimé à seulement 30 kilogrammes à l'âge de deux ans, alors que le plus grand, (FMNH PR2081 « Sue ») devait peser environ 5 400 kilogrammes à 28 ans, un âge que l'on pense avoir été proche de l'âge limite pour cette espèce. Les jeunes T. rex restaient en dessous de 1 800 kg jusqu'à environ 14 ans, puis la taille de leur corps commençait à augmenter de façon spectaculaire. Au cours de cette phase de croissance rapide, un jeune Tyrannosaurus rex prenait en moyenne 600 kg par an pendant les quatre années suivantes. La croissance commençait à ralentir après 16 ans et, à 18 ans, la courbe atteignait à nouveau un plateau, indiquant que la croissance avait considérablement ralenti. Par exemple, seulement 600 kg séparaient « Sue » âgé de 28 ans du spécimen canadien RTMP 81.12.1 âgé de 22 ans. Ce brusque changement de vitesse de croissance pouvait indiquer la maturité physique, une hypothèse qui est soutenue par la découverte d'une moelle osseuse particulière dans le fémur du T. Rex MOR 1125 trouvé dans le Montana également connu sous le nom de « B-Rex » et âgé de 18 ans. Ce type de moelle osseuse, qui sert à produire le calcium nécessaire à la coquille des œufs se retrouve uniquement chez les oiseaux femelles en période d'ovulation, ce qui indique que B-rex était en âge de procréer.
Les autres Tyrannosauridae présentent des courbes de croissance similaires, bien que les vitesses de croissance soient plus faibles ce qui aboutit à un poids adulte inférieur. Chez les Albertosaurinae, Daspletosaurus montrait une vitesse de croissance plus rapide en raison de son poids plus élevé à l'âge adulte. La vitesse de croissance maximale de Daspletosaurus était de 180 kilogrammes par an, basée sur un poids estimé de 1 800 kg chez les adultes. D'autres auteurs pensent que les Daspletosaurus adultes étaient plus lourds, ce qui changerait leur vitesse de croissance mais pas la tendance générale. Le plus jeune Albertosaurus connu est un individu de deux ans trouvé à Dry Island dans l'Alberta et qui devait peser environ 50 kg et mesurer un peu plus de 2 mètres de longueur. Le spécimen de 10 mètres de long trouvé dans la même carrière, le plus vieux et le plus gros connu, avait 28 ans. Sa vitesse de croissance maximale rapide est estimée avoir eu lieu entre environ 12 et 16 ans, atteignant 122 kg par an, sur la base d'un poids adulte de 1 300 kg soit une vitesse environ cinq fois plus lente que pour T. rex. Pour Gorgosaurus la vitesse maximale de croissance calculée est d'environ 110 kg/an au cours de la phase de croissance rapide, ce qui est comparable à celle de l'Albertosaurus.
La découverte d'un représentant embryonnaire d'un genre encore indeterminée suggère que les Tyrannosaurida ont développé leurs caractéristiques squelettiques distinctives tout en se développant dans l'œuf. De plus, la taille du spécimen, un dentaire de 2,8 cm de la mâchoire inférieure trouvé dans la formation de Two Medicine du Montana en 1983 et une griffe de pied trouvée dans la formation de Horseshoe Canyon en 2018 et décrite en 2020, suggère que le nouveau-né des tyrannosauridés sont nés avec des crânes de la taille d'une souris ou de rongeurs de taille similaire et peuvent avoir eu à peu près la taille d'un petit chien à la naissance. Le spécimen de mâchoire proviendrait d'un animal d'environ 76 cm tandis que la griffe appartiendrait à un spécimen mesurant environ 91 m. Bien que des coquilles d'œufs n'aient pas été trouvées en association avec l'un ou l'autre des spécimens, l'endroit où ces tyrannosauridés nouveau-nés ont été découverts suggère que ces animaux utilisaient les mêmes sites de nidification que les autres espèces avec lesquelles ils vivaient et dont ils étaient la proie. L'absence de coquilles d'œufs associées à ces spécimens a également ouvert la spéculation sur la possibilité que les tyrannosauridés aurait pondus des œufs à coquille molle, à la même manière dont les chercheurs pensent que les genres Mussaurus et Protoceratops l'ont fait.
Les empreintes fossiles de la formation de Wapiti suggèrent qu'à mesure que les tyrannosauridés grandissaient, les pieds devenaient plus larges avec des orteils plus épais pour supporter leur poids. Les pieds plus larges suggèrent que les tyrannosauridés adultes se déplaçaient plus lentement que leur progéniture,.

### Vie et mort

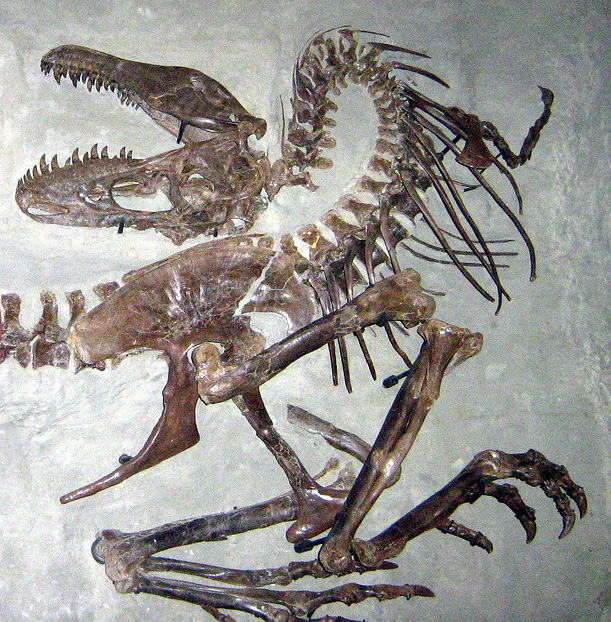
Squelette presque complet d'un Gorgosaurus libratus presque adulte au Royal Tyrrell Museum of Palaeontology.

La fin de la phase de croissance rapide semble s'être accompagnée du début de la maturité sexuelle chez Albertosaurus même si la croissance se poursuivait peut-être à un rythme plus lent tout au long de la vie des animaux,. L'apparition de la maturité sexuelle en pleine période de croissance semble être un trait commun chez les petits et les grands dinosaures ainsi que chez les grands mammifères comme les humains et les éléphants. Ce type de maturation relativement précoce diffère radicalement de celui observé chez les oiseaux, où la maturité sexuelle n'est atteinte qu'après la fin de la croissance,.
En réunissant plusieurs spécimens de chaque tranche d'âge, Erickson et ses collègues ont été en mesure de tirer des conclusions sur la vie des populations de Tyrannosauridae. Leur étude a montré que, alors que l'on retrouve rarement des fossiles de jeunes animaux, on en retrouve beaucoup plus de subadultes en phase de croissance rapide et d'adultes. Plus de la moitié des spécimens connus de T. rex semblent être morts dans les six années autour de la maturité sexuelle, une tendance que l'on retrouve également chez d'autres Tyrannosauridae et, aujourd'hui, chez certains grands oiseaux à longue durée de vie et certains mammifères. Ces espèces sont caractérisées par des taux élevés de mortalité infantile et, par la suite, par une mortalité relativement faible chez les jeunes. La mortalité augmente à nouveau après la maturité sexuelle, en raison notamment des aléas de la reproduction. Bien que ce constat puisse être dû à des biais de conservation ou de collecte d'ossements, Erickson émet l'hypothèse que la différence serait due à une faible mortalité chez les jeunes en dessous d'une certaine taille, ce qui est observé actuellement chez certains grands mammifères modernes comme les éléphants. Ce faible taux de mortalité pourrait être du à un manque de prédation, car les Tyrannosauridae dépassaient en taille tous les autres prédateurs contemporains dès l'âge de deux ans. Les paléontologues n'ont pas trouvé suffisamment de restes de Daspletosaurus pour faire une étude similaire, mais Erickson note que la même tendance générale semble s'appliquer.
Les Tyrannosauridae passaient la moitié de leur vie dans la période juvénile avant de grandir subitement jusqu'à leur taille maximale ou presque en quelques années seulement. Ceci, associé à l'absence totale de prédateurs de taille intermédiaire entre les énormes Tyrannosauridae adultes et les autres petits théropodes suggère que ce créneau a pu être pourvu par de jeunes Tyrannosauridae. On voit un phénomène analogue chez les dragons de Komodo actuels, où les nouveau-nés commencent leur vie comme insectivores arboricoles et grandissent lentement avant de devenir des prédateurs capables de s'attaquer aux grands vertébrés. On a ainsi, par exemple, découvert des groupes de fossiles d'Albertosaurus contenant des individus de tout âge,.

### Locomotion

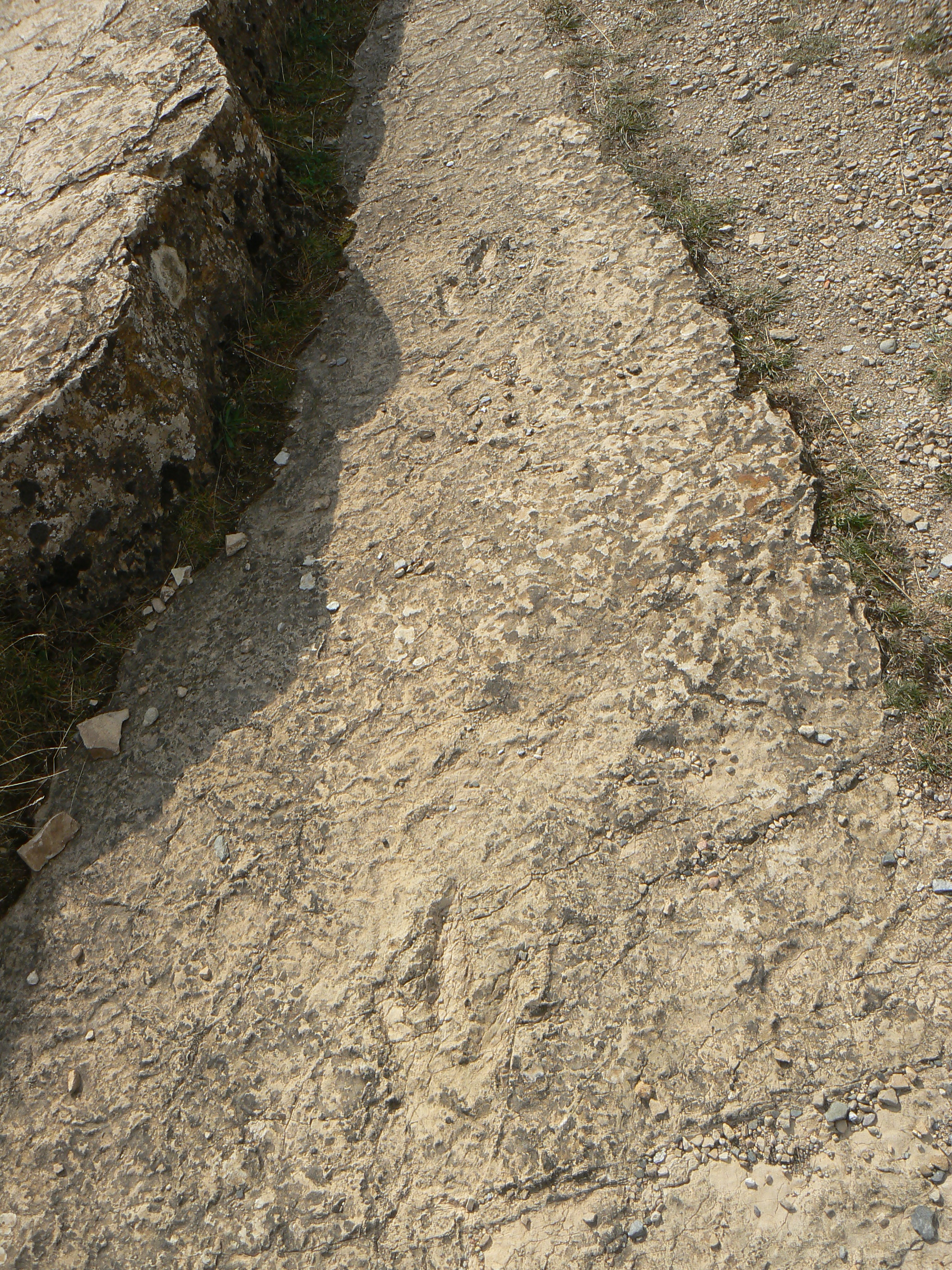
Empreintes de théropode (Grallator). Aucune empreinte de tyrannosaure n'a été retrouvée, ce qui rend difficile d'estimer leur marche et leur course.

Les caractéristiques de déplacement des Tyrannosauridae ont été les mieux étudiées chez Tyrannosaurus et il y a deux questions principales auxquelles il fallait répondre: sa vitesse de rotation sur lui-même et sa vitesse maximale en ligne droite. Tyrannosaurus semble s'être retourné lentement, un quart de tour lui demandant une à deux secondes, un mouvement que les êtres humains, à la station verticale et dépourvus de queue, peuvent faire en une fraction de seconde. La raison de cette différence est le moment d'inertie élevé du premier, dont une grande partie de la masse est située à distance de son centre de gravité, un peu comme un homme portant sur l'épaule un long et gros rondin de bois.
Les scientifiques ont trouvé un large éventail de vitesse maximale possible. La plupart se situent autour de 11 mètres par seconde (40 km/h), mais cela va de 5 à 11 mètres par seconde (18 à 40 km/h) à un peu plus de 20 mètres par seconde (70 km/h). Les chercheurs ont été conduits à utiliser diverses techniques détournées pour l'estimer car, bien qu'il existe de nombreuses empreintes de grands théropodes en marche, à ce jour on n'en a retrouvé aucune d'un grand théropode en train de courir et cette absence de type d'empreinte peut être due au fait que ces animaux ne couraient pas.

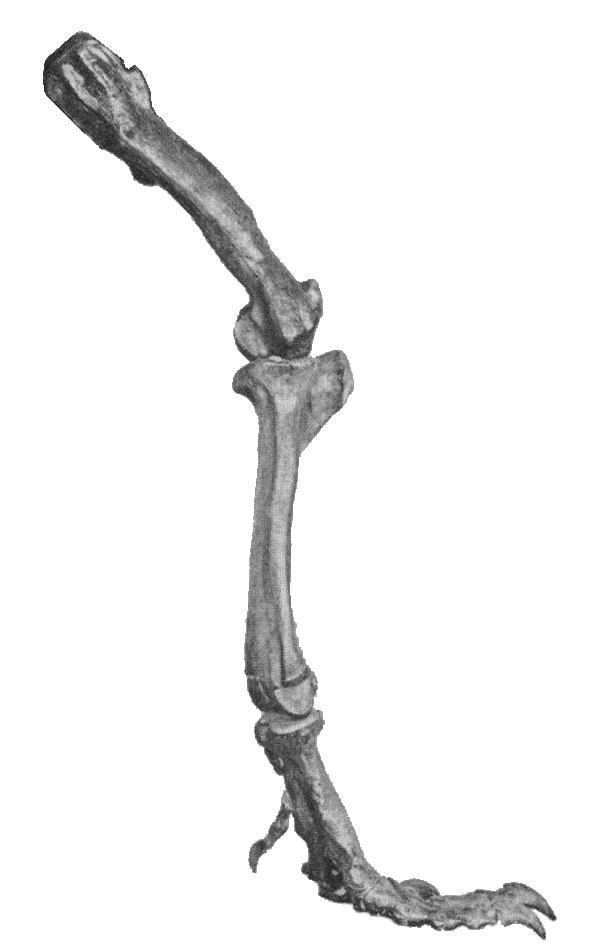
Squelette d'un membre inférieur droit de Tyrannosaurus.

Jack Horner et Don Lessem ont fait valoir en 1993 que Tyrannosaurus rex était un animal lent qui ne pouvait probablement pas courir (pas de phase sans appui dans le pas). Toutefois, Holtz (1998) a conclu que les Tyrannosauridae et leurs proches ont été les plus rapides des grands Theropoda. Christiansen (1998) estime que les os des membres postérieurs des Tyrannosauridae n'étaient pas significativement plus gros que ceux des éléphants, qui ont une vitesse de pointe relativement faible et qui ne courent pratiquement jamais et il en conclut que la vitesse maximale de ce dinosaure aurait été d'environ 11 mètres par seconde, soit à peu près la vitesse d'un coureur à pied humain. Farlow et ses collègues (1995) ont fait valoir que, vu son poids de 6 à 8 tonnes, le Tyrannosaurus aurait été gravement ou mortellement blessé s'il était tombé en se déplaçant rapidement, car son torse aurait percuté le sol à une décélération de 6 g (six fois l'accélération de la pesanteur, soit environ 60 mètres par seconde carrée) et ses petites pattes antérieures ne lui auraient pas permis de réduire l'impact,. Cependant, à l'inverse, les girafes galopent à 50 km/h bien qu'elles puissent se casser une patte ou pire, se tuer, et ce même sans nécessité comme dans un environnement sûr tel un zoo,. Aussi il est fort possible que Tyrannosaurus ait pu courir également lorsque cela était nécessaire. Cette hypothèse a été étudiée aussi pour Allosaurus,. La plupart des recherches récentes sur la vitesse de déplacement du Tyrannosaurus aboutissent à une plage de 17 à 40 kilomètres à l'heure c'est-à-dire celle correspondant à de la marche ou une course à vitesse modérée,,. Une étude par modèle informatique réalisée en 2007 basée sur des données obtenues directement à partir de fossile, permettait de conclure que Tyrannosaurus rex avait une vitesse de pointe de 8 mètres par seconde (30 km/h), (probablement chez un juvénile).
Des études d'Eric Snively et al., publiées en 2019 indiquent que les Tyrannosauridae tels que Tarbosaurus et Tyrannosaurus lui-même étaient plus maniables que les allosauroïdes de taille comparable en raison d'une faible inertie de rotation par rapport à leur masse corporelle combinée à de gros muscles des jambes. En conséquence, on émet l'hypothèse que les Tyrannosauridae seraient capables de faire des virages relativement rapides et pouvaient probablement pivoter leur corps plus rapidement lorsqu'ils étaient proches de leur proie, ou qu'en tournant, ils pouvaient « pivotter » sur un seul pied planté tandis que la jambe alternée était tenue en élan suspendu pendant la poursuite. Les résultats de cette étude pourraient potentiellement faire la lumière sur la façon dont l'agilité aurait pu contribuer au succès de l'évolution des Tyrannosauridae.
De plus, une étude de 2020 indique que les Tyrannosauridae étaient des marcheurs exceptionnellement efficaces. Des études menées par Dececchi et al. ont comparé les proportions des jambes, la masse corporelle et les démarches de plus de 70 espèces de dinosaures théropodes, y compris les Tyrannosauridae. L'équipe de recherche a ensuite appliqué une variété de méthodes pour estimer la vitesse maximale de chaque dinosaure lors de la course ainsi que la quantité d'énergie dépensée par chaque dinosaure en se déplaçant à des vitesses plus détendues, comme lors de la marche. Parmi les espèces de taille petite à moyenne telles que les dromaeosauridés, les jambes plus longues semblent être une adaptation pour une course plus rapide, conformément aux résultats antérieurs d'autres chercheurs. Mais pour les théropodes pesant plus de 1 000 kg, la vitesse de course maximale est limitée par la taille du corps, de sorte que des jambes plus longues se sont avérées corrélées avec une marche à faible énergie. Les résultats de l'étude ont en outre indiqué que les théropodes plus petits ont développé de longues pattes pour la vitesse comme moyen à la fois d'aider à la chasse et d'échapper aux grands prédateurs, tandis que les grands théropodes prédateurs qui ont développé de longues pattes l'ont fait pour réduire les coûts énergétiques et augmenter l'efficacité de la recherche de nourriture, car ils ont été libérés des exigences de la pression de prédation en raison de leur rôle de prédateurs au sommet de chaine throphique. Par rapport à des groupes plus basaux de théropodes dans l'étude, les Tyrannosauridae montrent une augmentation marquée de l'efficacité de la recherche de nourriture en raison de la réduction des dépenses énergétiques pendant la chasse et la charogne. Cela a probablement entraîné chez ces derniers un besoin réduit d'incursions de chasse et nécessitant moins de nourriture pour subvenir à leurs besoins. De plus, la recherche, en conjonction avec des études qui montrent que les Tyrannosauridae étaient plus agiles que d'autres théropodes de grande taille, indique qu'ils étaient assez bien adaptés à une approche de traque à longue distance suivie d'une accélération rapide pour aller tuer. En conséquence, des analogies peuvent être notées entre les Tyrannosauridae et les loups modernes, étayées par des preuves qu'au moins certains d'entre eux tels qu'Albertosaurus chassaient en groupe,.

### Plumage

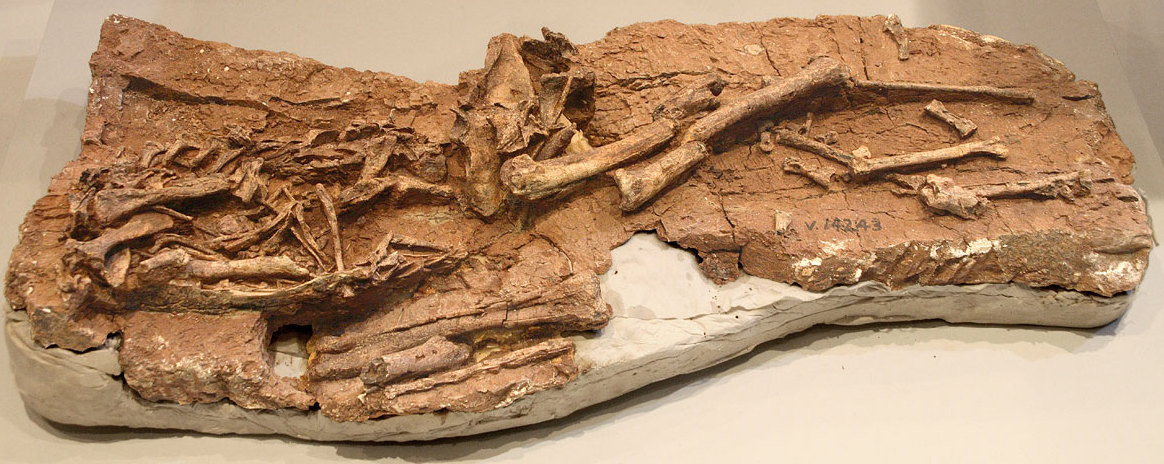
Spécimen type de Dilong paradoxus, retrouvé avec des protoplumes.

Un débat en cours dans la communauté paléontologique entoure l'étendue et la nature de la couverture tégumentaire des Tyrannosauridae. De longues structures filamenteuses ont été retrouvées avec des restes de nombreux Coelurosauria de la Formation d'Yixian datant du Crétacé inférieur et d'autres formations géologiques situées à proximité dans la province de Liaoning, en Chine. Ces filaments ont généralement été interprétés comme étant des « protoplumes », homologues des plumes des oiseaux et de certains théropodes non-aviaires, même si d'autres hypothèses ont été proposées notamment qu'il se soit agi de fibres de collagène. On a ainsi décrit, en 2004, un squelette de Dilong qui était le premier exemple de Tyrannosauroidea porteur de protoplumes. De même on a trouvé chez cet animal ce qui pourrait être des protoplumes ramifiées mais pas pennées, analogues au duvet des oiseaux actuels et qui pourraient avoir servi à l'isolation thermique de l'animal. La découverte et la description du Tyrannosauroidea à plumes de 9 mètres de long Yutyrannus en 2012 indiquent la possibilité que de grands Tyrannosauridae aient également été à plumes à l'âge adulte.
Sur la base du principe de l'encadrement phylogénétique, il a été prédit que les Tyrannosauridae pourraient également posséder de telles plumes. Cependant, une étude publiée en 2017 par une équipe de chercheurs dans Biology Letters (en) a décrit des empreintes cutanées de Tyrannosauridae recueillies en Alberta, au Montana et en Mongolie, qui provenaient de cinq genres (Tyrannosaurus, Albertosaurus, Gorgosaurus, Daspletosaurus et Tarbosaurus). Bien que les empreintes cutanées soient petites, elles sont largement dispersées à travers le squelette postcrânien, étant collectivement situées sur l'abdomen, la cage thoracique, l'ilium, le bassin, la queue et le cou. Ils montrent un motif serré d'écailles fines et caillouteuses qui ne se chevauchent pas (que le co-auteur Scott Persons a comparées à celles observées sur les flancs d'un crocodile) et ne conservent aucune trace de plumage. La texture de base est composée de minuscules « écailles de base » d'environ 1 à 2 mm de diamètre, avec quelques impressions montrant des « écailles caractéristiques » de 7 mm intercalées entre elles. Des échelles supplémentaires peuvent être vues dans les empreintes de Tyrannosauridae. Des études montrent que le tégument facial des tyrannosauridés avait des écailles sur le dentaire et le maxillaire, un épiderme cornifié et une peau semblable à une armure sur les régions subordonnées,.
Bell et al. ont effectué une reconstruction du caractère ancestral basée sur ce que l'on sait de la distribution des téguments chez les Tyrannosauroidea. Malgré une probabilité de 89 % que les tyrannosauroïdes aient commencé avec des plumes, ils ont déterminé que les tyrannosaures écailleux avaient une probabilité de 97 % d'être vrais. Les données « fournissent des preuves convaincantes d'une couverture entièrement squameuse chez Tyrannosaurus », a écrit l'équipe, bien qu'elle ait admis que le plumage était peut-être encore présent sur la région dorsale où les empreintes cutanées n'ont pas encore été trouvées. Bell et al. émet l'hypothèse que les empreintes d'écailles des Tyrannosauridae sont peut-être des réticules qui sont secondairement dérivés de plumes bien que des preuves soient nécessaires pour étayer cette hypothèse. Cependant, d'autres soutiennent que cela est dû au biais taphonomique chez les Tyrannosauridae.
Il reste à déterminer pourquoi un tel changement tégumentaire aurait pu se produire. Un précédent pour la perte de plumes peut être vu dans d'autres groupes de dinosaures tels que les ornithischiens, dans lesquels les structures filamenteuses ont été perdues et les écailles sont réapparues. Bien que le gigantisme ait été suggéré comme mécanisme, Phil R. Bell, co-auteur de l'étude, a noté que Yutyrannus à plumes se chevauchait en taille avec Gorgosaurus et Albertosaurus :

« Le problème ici est que nous avons de gros tyrannosaures, certains avec des plumes, d'autres sans qui vivent dans des climats assez similaires. Alors, quelle est la raison de cette différence ? Nous ne savons vraiment pas. »

— Phil R. Bell

### Vision

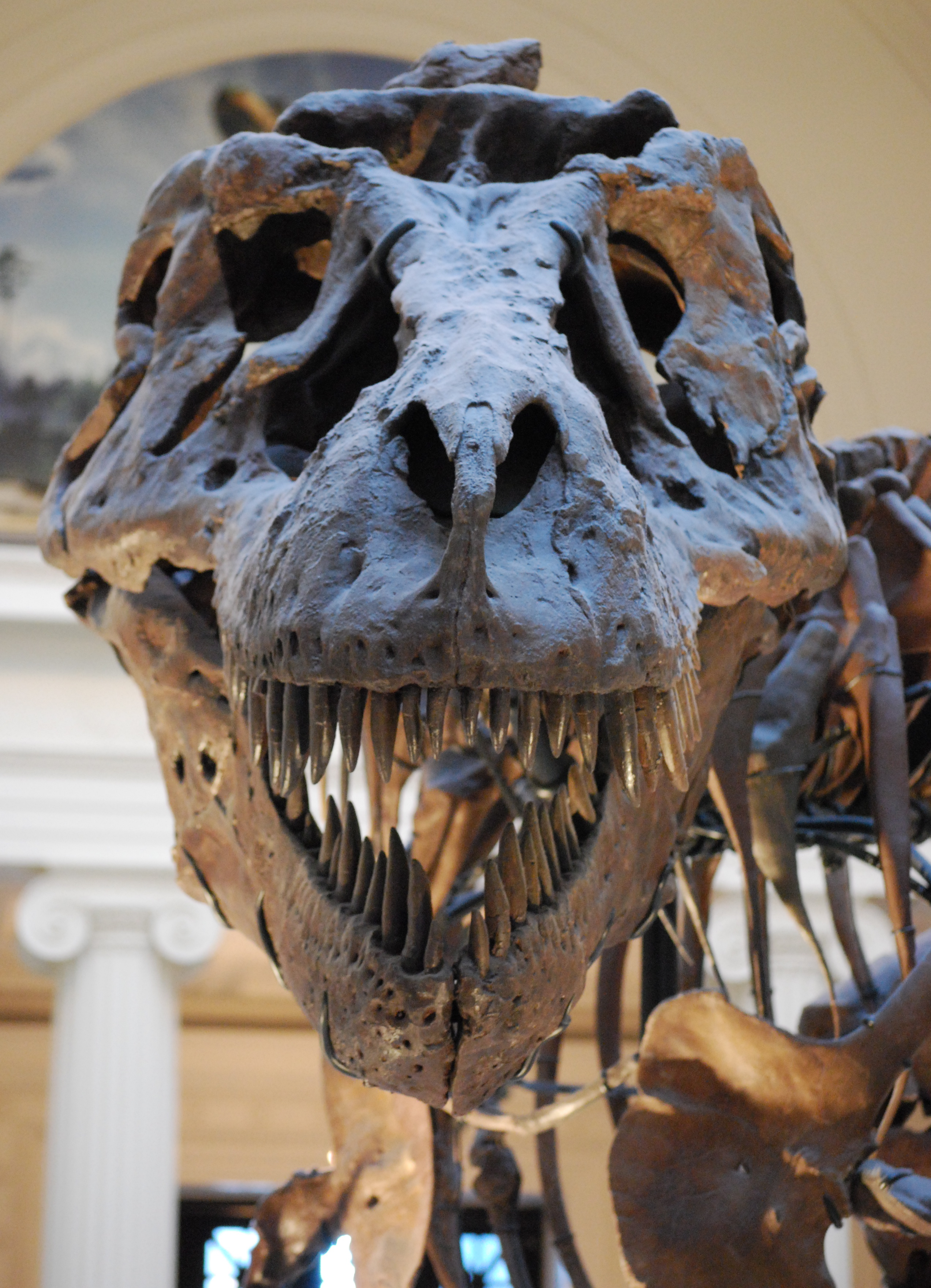
Les orbites de Tyrannosaurus rex orientées en avant lui permettaient d'avoir une bonne vision binoculaire.

Les orbites de Tyrannosaurus sont orientées de façon que les yeux regardent devant, lui permettant ainsi d'avoir une vision binoculaire légèrement meilleure que celle des faucons actuels. Jack Horner a également souligné que les Tyrannosauridae avaient évolué au cours du temps en améliorant de façon constante leur vision binoculaire. Il est difficile de savoir comment la sélection naturelle a favorisé cette tendance au long cours chez des animaux qui, s'ils avaient été des charognards purs, n'auraient pas eu besoin de la perception binoculaire qui donne une vision stéréoscopique,. Chez les animaux actuels, la vision binoculaire se trouve principalement chez les prédateurs (la principale exception est les primates qui en ont besoin pour sauter de branche en branche). Contrairement au Tyrannosaurus, Tarbosaurus avait un crâne proportionnellement plus étroit que les autres Tyrannosauridae avec les yeux regardant sur le côté. Cela suggère que Tarbosaurus comptait plus sur son odorat et son ouïe que sur sa vue. Chez Gorgosaurus, l'orbite est circulaire plutôt qu'ovale ou allongée comme chez les autres genres de Tyrannosauridae. Chez Daspletosaurus, elle forme un grand ovale, une forme intermédiaire entre la forme circulaire de Gorgosaurus et une forme allongée de Tyrannosaurus,,.

### Sensibilité faciale
Sur la base de comparaisons de la texture osseuse de Daspletosaurus avec des crocodiliens existants, une étude détaillée publiée en 2017 par Thomas D. Carr et al. mentionne la découverte que les Tyrannosauridae avaient de grandes écailles plates sur le museau,. Au centre de ces écailles se trouvaient de petites plaques kératinisées. Chez les crocodiliens, ces patchs recouvrent des faisceaux de neurones sensoriels capables de détecter des stimuli (en) mécaniques, thermiques et chimiques,. Ils ont proposé que les tyrannosauroïdes avaient probablement aussi des faisceaux de neurones sensoriels sous leurs écailles faciales et les auraient peut-être utilisés pour identifier des objets, mesurer la température de leurs nids et ramasser doucement les œufs et les nouveau-nés.

### Crêtes osseuses

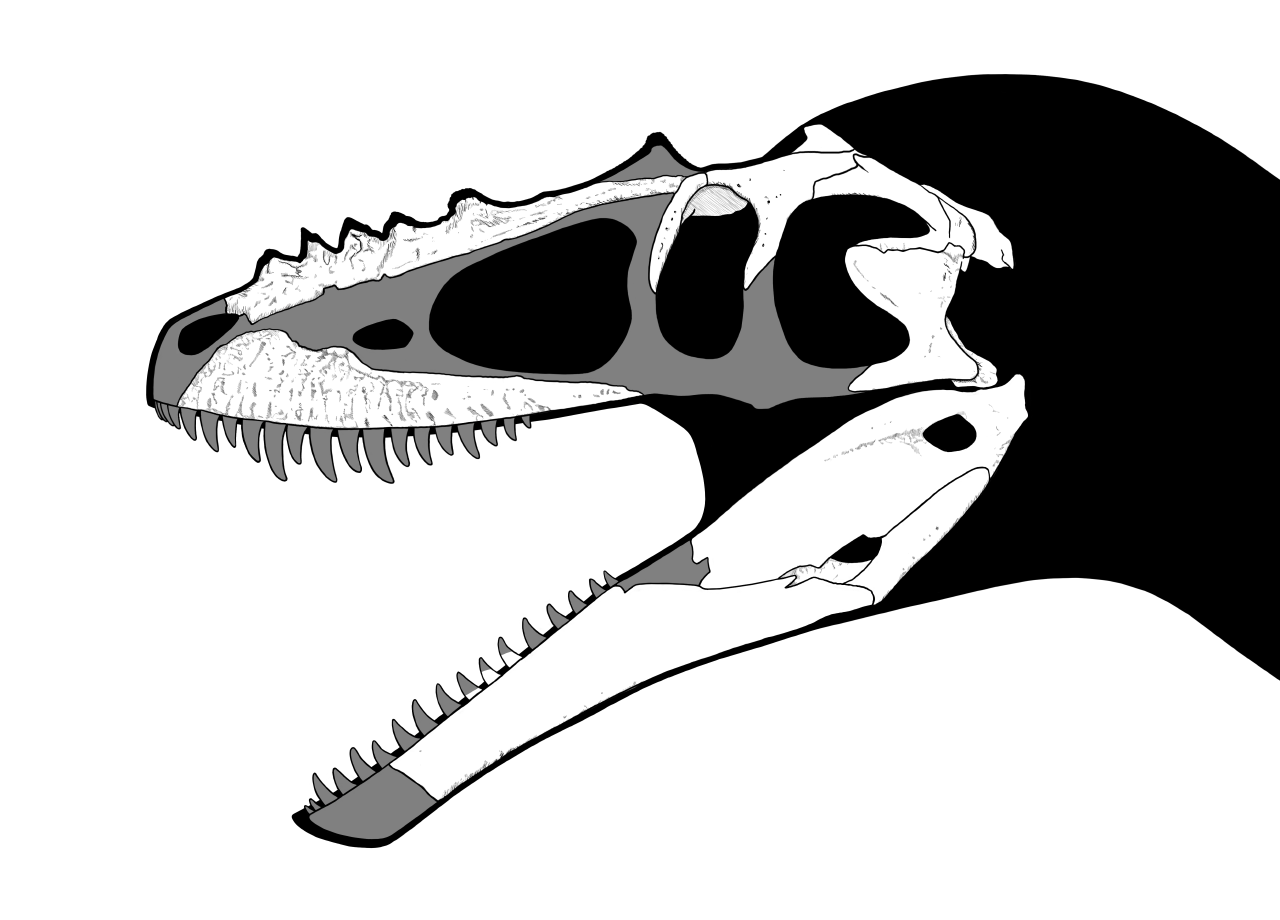
Crâne d'un Alioramus, avec ses bosses nasales bien visibles.

On trouve des crêtes osseuses sur les crânes de nombreux théropodes et notamment chez de nombreux Tyrannosauridae. Alioramus, une possible espèce de cette famille de Mongolie, porte une seule rangée de cinq bosses osseuses bien saillantes sur les os du nez; une ligne similaire mais beaucoup moins prononcée est présente sur le crâne d'Appalachiosaurus ainsi que quelques spécimens de Daspletosaurus, Albertosaurus et Tarbosaurus. Chez Albertosaurus, Gorgosaurus et Daspletosaurus, on trouve une saillie proéminente, en dedans de chaque œil, sur l'os lacrymal. Cette saillie est absente chez Tarbosaurus et Tyrannosaurus qui avaient plutôt un bourrelet en forme de croissant au-dessus de chaque œil sur l'os postorbitaire. Ces crêtes peuvent avoir servi de repère, peut-être comme signe de reconnaissance d'espèce ou dans les parades amoureuses.

### Thermorégulation
On a longtemps cru que Tyrannosaurus, comme la plupart des dinosaures, était un ectotherme (animal à « sang-froid ») au métabolisme analogue à celui des reptiles, mais cela a été contesté par des scientifiques comme Robert T. Bakker et John Ostrom dans les premières années de la Renaissance des Dinosaures, à la fin des années 1960,. On a même affirmé que Tyrannosaurus rex était même endotherme (animal à « sang chaud »), ce qui suppose qu'il avait une vie très active. Depuis lors, plusieurs paléontologues ont cherché à déterminer la capacité de Tyrannosaurus à réguler sa température corporelle. La preuve histologique d'une vitesse de croissance élevée chez les jeunes T. rex, comparable à celle des mammifères et des oiseaux, peut plaider en faveur de l'hypothèse d'un métabolisme élevé. Les courbes de croissance indiquent aussi que, comme chez les mammifères et les oiseaux, la croissance de T. rex s'arrêtait à l'arrivée à l'âge mature et n'était pas indéterminée comme chez la plupart des autres vertébrés. On a cité une différence de température possible de 4 à 5 °C au plus entre les vertèbres thoraciques et le tibia. Ce faible écart de température entre le centre du corps et les extrémités a été revendiqué par le paléontologue Reese Barrick et le géochimiste William Douches pour indiquer que Tyrannosaurus rex maintenait une température corporelle interne constante (homéothermie) et qu'il avait un métabolisme intermédiaire entre celui des reptiles et des mammifères. Plus tard, ils ont trouvé des résultats comparables pour des échantillons de Giganotosaurus, qui ont vécu sur un continent différent et des dizaines de millions d'années plus tôt. Même si Tyrannosaurus rex montre des signes évidents d'homéothermie, cela ne signifie pas nécessairement qu'il était endotherme. Sa thermorégulation peut aussi s'expliquer simplement du fait de sa grande taille (gigantothermie), comme retrouvé chez certaines grandes tortues de mer actuelles,.

## Paléoécologie

### Coexistence deDaspletosaurusetGorgosaurus

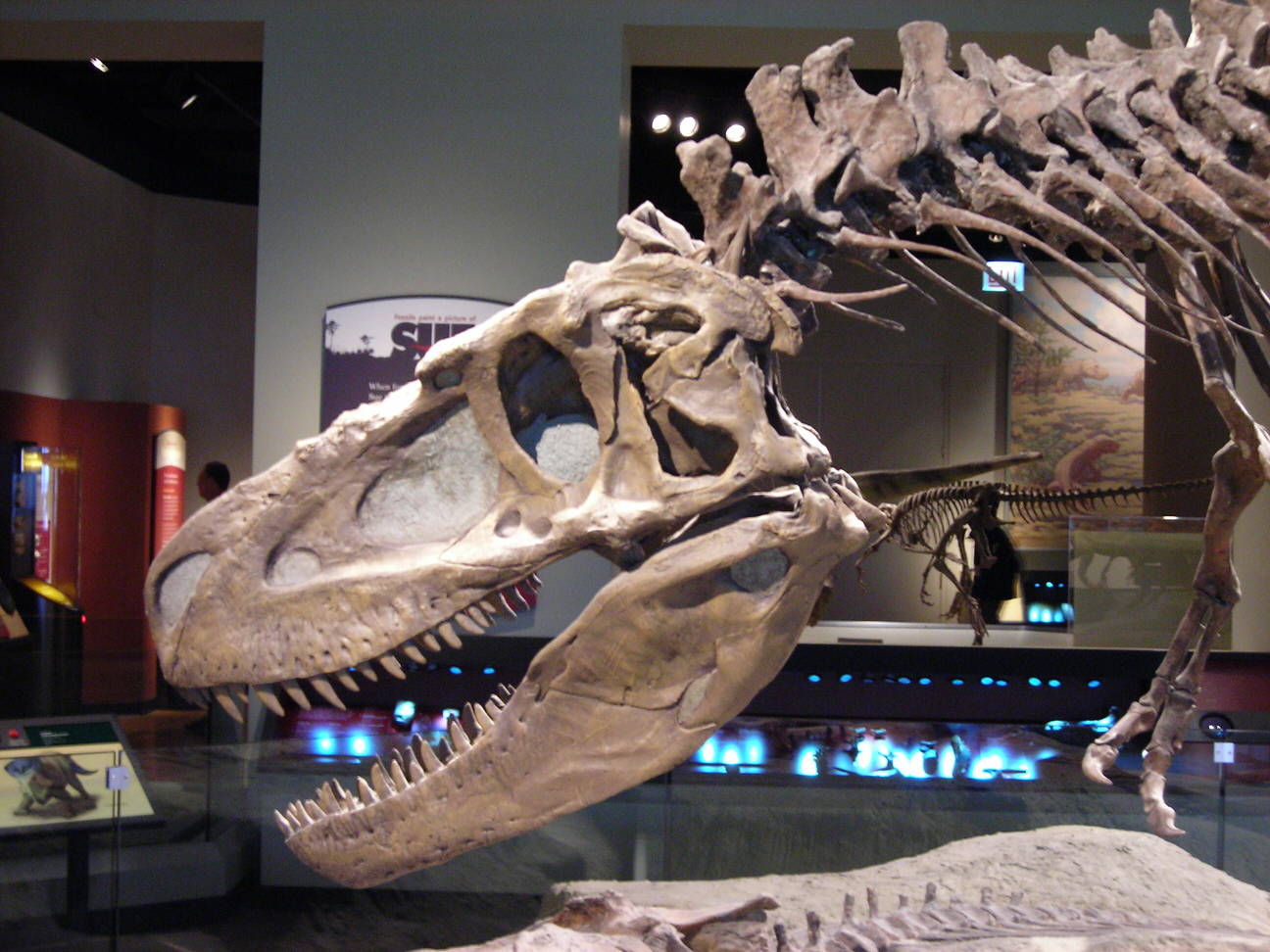
Squelette de Daspletosaurus (catalogué FMNH PR308) au musée Field de Chicago.

Dans la Formation de Dinosaur Park, on a constaté que Gorgosaurus avait vécu à côté d'une autre espèce plus rare de Tyrannosaurinae Daspletosaurus. C'est l'un des rares exemples de coexistence de deux genres de Tyrannosauridae. Les prédateurs de taille similaire dans les guildes de prédateurs modernes sont séparés en différentes niches écologiques par des différences anatomiques, de comportement ou géographiques qui limitent la concurrence. La différenciation des niches entre les Tyrannosauridae du Dinosaur Park n'est pas bien comprise. En 1970, Dale Russell a émis l'hypothèse que Gorgosaurus, le plus abondant, chassait de façon active les Hadrosauridae rapides à la course, tandis que Daspletosaurus, plus massif et plus rare, chassait les Ceratopsia et les Ankylosauria plus difficiles à chasser car armés de cornes et lourdement blindés. On a toutefois retrouvé un spécimen de Daspletosaurus (OTM 200) de la même époque dans la formation de Two Medicine au Montana possédant encore les restes d'un jeune Hadrosauridae digéré dans son tube digestif.
Contrairement à certains autres groupes de dinosaures, il ne semble pas y avoir de genre de Tyrannosauridae plus abondant à une altitude qu'à une autre. Toutefois, Gorgosaurus semble avoir été plus abondant dans les formations du Nord comme le Dinosaur Park alors que Daspletosaurus était plus abondant au sud. La même tendance est retrouvée chez les autres groupes de dinosaures. Les Ceratopsia et les Hadrosauridae sont également plus fréquents dans la formation de Two Medicine et dans le sud-ouest de l'Amérique du Nord durant le Campanien alors que les Centrosaurinae et les Lambeosaurinae dominaient dans les latitudes plus élevées. Holtz a suggéré cette répartition était due aux préférences écologiques entre Tyrannosaurinae, Chasmosaurinae et Saurolophinae. À la fin du Maastrichtien, Les Tyrannosaurinae comme Tyrannosaurus rex, Les Saurolophinae comme Edmontosaurus et les Chasmosaurinae comme Triceratops étaient répandus dans tout l'Ouest de l'Amérique du Nord, tandis que Les Albertosaurinae et les Centrosaurinae s'y étaient éteints et les Lambeosaurinae y étaient devenus rares.

### Comportement social
On a peu de renseignements sur le comportement des Tyrannosauridae entre eux. Par exemple, le Tyrannosaurus rex « Sue » est mort apparemment d'une importante morsure à la tête qui ne peut lui avoir été infligée que par un autre Tyrannosaurus. Des chercheurs ont fait remarquer qu'un squelette de subadulte et un squelette de juvénile ont été trouvés dans la même carrière que « Sue » et utilisé ce fait pour soutenir que les Tyrannosaurus ont peut-être vécu en groupes plus ou moins sociaux. Bien qu'il n'y ait aucune preuve d'un comportement grégaire chez Gorgosaurus, il existe des preuves de certains comportements sociaux chez Albertosaurus et Daspletosaurus.
Un jeune spécimen de Daspletosaurus (TMP 94.143.1) du Dinosaur Park montre des traces de morsures à la face qui lui ont été infligées par un autre Tyrannosauridae. Les marques de morsures sont cicatrisées ce qui prouve que l'animal a survécu à la morsure. Un adulte de Daspletosaurus (TMP 85.62.1) du même parc porte également des traces de morsure par un Tyrannosauridae, attestant que les attaques ne portaient pas uniquement sur des animaux très jeunes. Il est possible que ces morsures soient attribuables à d'autres espèces mais les agressions intraspécifiques, notamment les morsures à la face, sont très fréquentes chez les prédateurs. Ces types de morsures se retrouvent chez d'autres Tyrannosaures comme Gorgosaurus et Tyrannosaurus, ainsi que chez d'autres Théropodes comme Sinraptor et Saurornitholestes. Darren Tanke et Phil Currie ont émis l'hypothèse que ces morsures seraient dues à des compétitions intraspécifiques pour la possession d'un territoire ou de ressources, ou pour la domination au sein d'un groupe social.

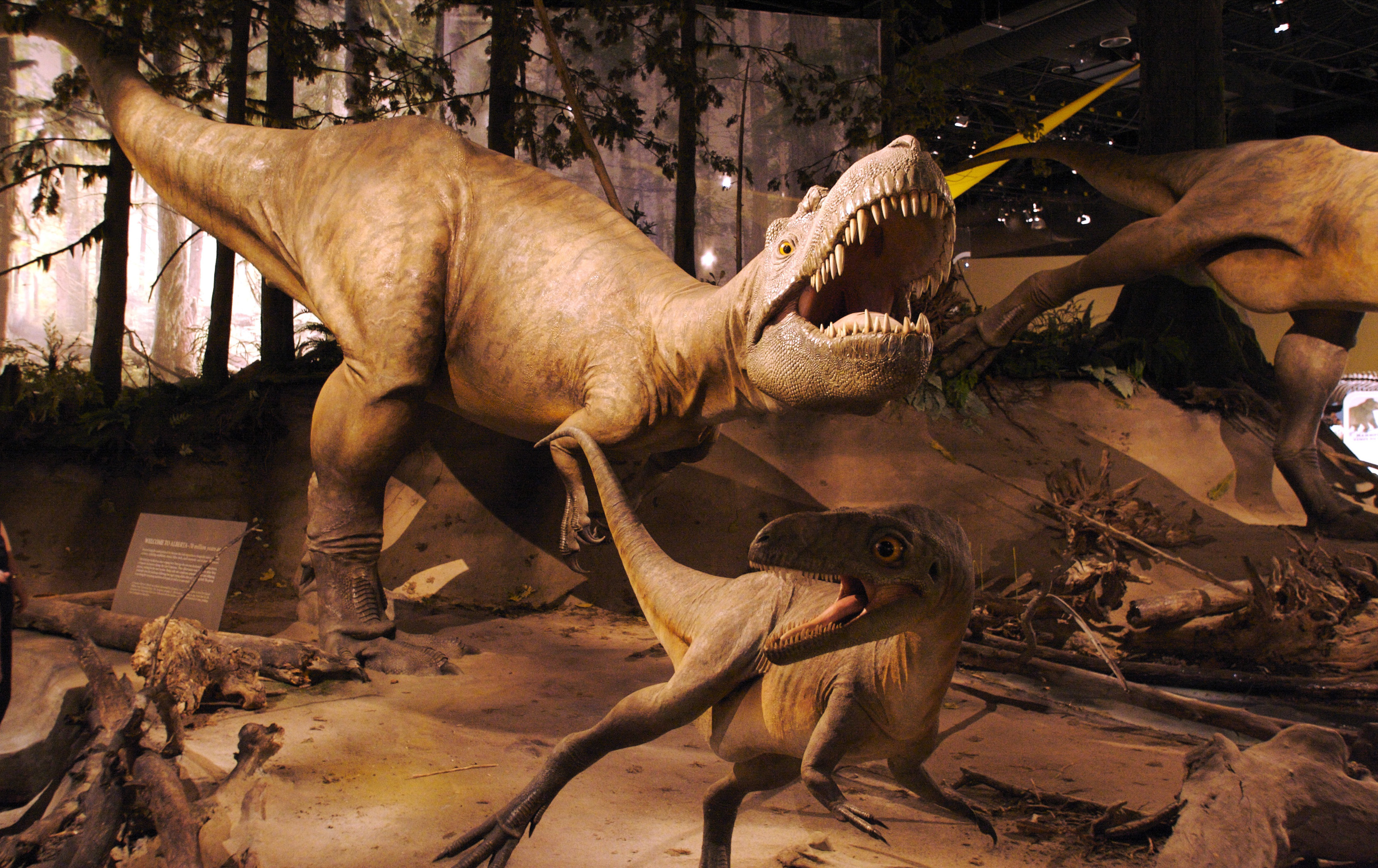
Diorama grandeur nature d'un groupe dAlbertosaurus, au Royal Tyrell Museum.

La preuve que les Daspletosaurus vivaient en groupes provient d'un amas d'ossements trouvé dans la formation de Two Medicine. Cet amas comprend les restes de trois Daspletosaurus : un grand adulte, un petit jeune et un individu de taille intermédiaire. On a retrouvé au moins cinq squelettes d'Hadrosauridae au même endroit. Les indices géologiques montrent que les restes n'ont pas été rassemblés par un courant d'eau mais que tous les animaux ont été enterrés en même temps au même endroit. Les restes d'Hadrosauridae sont dispersés et portent de nombreuses traces de morsures par des Tyrannosauridae, indiquant que les Daspletosaurus se nourrissaient des Hadrosauria au moment de leur mort. La cause de leur décès est inconnue. Currie en conclut que les Daspletosaurus vivaient en groupe, bien que cela ne puisse pas être établi avec certitude. D'autres scientifiques sont sceptiques quant à l'existence d'une vie sociale chez les Daspletosaurus et autres grands Theropoda, Brian Roach et Daniel Brinkman ont suggéré que les Daspletosaurus devaient mener une vie ressemblant davantage à celle des Dragons de Komodo actuels, où des individus sans vie sociale se partagent une même carcasse, s'attaquant et même se cannibalisant souvent dans l'affaire.
Le gisement de Dry Island découvert par Barnum Brown et son équipe contient les restes de vingt-deux Albertosaurus, le plus grand nombre de Theropoda du Crétacé trouvé en un même lieu, et le deuxième plus grand de Theropoda après le gisement d'Allosaurus de la carrière de dinosaures de Cleveland Lloyd. Le groupe semble être composé d'un adulte très vieux, de huit adultes entre 17 et 23 ans, de sept individus en phase de croissance rapide, donc entre 12 et 16 ans, et de six jeunes, âgés de 2 à 11 ans, qui n'avaient pas encore commencé leur phase de croissance accélérée. La quasi-absence d'ossements d'herbivores et le même état de conservation des nombreux individus ont conduit Phil Currie à conclure que l'emplacement n'était pas un piège à prédateurs comme le site paléontologique de La Brea Tar Pits en Californie et que tous les animaux retrouvés étaient morts en même temps. Currie affirme que cela prouve l'existence d'un comportement social. D'autres scientifiques sont sceptiques, observant que les animaux peuvent être morts de soif, noyés ou pour toute autre raison,,.
Bien que cela reste généralement controversé, il existe des preuves qui soutiennent la théorie selon laquelle au moins certains tyrannosauridés étaient sociaux. Dans la formation de Wapiti (en) en Colombie-Britannique, une piste composée des empreintes de trois tyrannosauridés individuels (nommés comme l'ichnotaxon Bellatoripes fredlundi (en)) a été découverte par un pourvoyeur local nommé Aaron Fredlund et décrite dans la revue PLOS One par Richard McCrea et al. en 2014. L'examen de la piste n'a trouvé aucune preuve que cette dernière ait été laissée longtemps après qu'une autre ait été faite, soutenant davantage l'hypothèse que trois tyrannosaures individuels voyageaient ensemble en tant que groupe. Des recherches plus poussées ont révélé que ces animaux se déplaçaient à une vitesse comprise entre 6,3 et 8,4 km/h et avaient probablement une hauteur de hanche d'environ 2,1 à 2,7 mètres. Comme trois genres différents de tyrannosauridés (Gorgosaurus, Daspletosaurus et Albertosaurus, respectivement) sont connus de la formation, les chercheurs ne savent pas quel genre serait à l'origine de la piste,,. Des preuves supplémentaires sous la forme d'un lit d'os de la carrière des Rainbows and Unicorns Quarry dans la formation de Kaiparowits dans le sud de l'Utah décrite en 2021 attribuée à Teratophoneus suggèrent que d'autres Tyrannosauridae étaient également des animaux sociaux. Les fossiles, composés de quatre ou peut-être cinq animaux différents âgés de 4 à 22 ans, suggèrent un événement de mortalité massive, peut-être causé par des inondations, ou moins probablement par une toxicose cyanobactérienne, un incendie ou une sécheresse. Le fait que tous les animaux préservés semblaient avoir péri dans un court laps de temps renforce encore l'argument du comportement grégaire chez les tyrannosauridés, avec les lits d'os de genres tels que Teratophoneus, Albertosaurus, Tyrannosaurus et Daspletosaurus, ce qui suggère que le comportement social peut avoir été répandu parmi les Tyrannosauridae en général,,.

### Stratégies alimentaires
Les marques de dents de Tyrannosaurus sont les traces d'alimentation les plus couramment conservées des dinosaures carnivores. Ils ont été signalés chez des cératopsiens, hadrosaures et autres tyrannosaures. Les os de tyrannosauridés avec des marques de dents représentent environ 2 % des fossiles connus avec des marques de dents conservées. Les dents des Tyrannosauridae étaient utilisées comme attaches pour retirer la chair d'un corps, plutôt que comme des fonctions de coupage en forme de couteau. Les modèles d'usure des dents suggèrent que des comportements complexes de secouement de la tête peuvent avoir été impliqués dans l'alimentation des Tyrannosauridae.
Le paléontologue Philip J. Currie a émis une hypothèse sur les habitudes de chasse en groupe des Albertosaurus ; il suggère que les plus jeunes membres d'un groupe pouvaient être chargés de rabattre leurs proies vers les adultes, plus grands et plus puissants, mais aussi plus lents. Les jeunes pouvaient avoir aussi des modes de vie différents de ceux des adultes, occupant un créneau de prédation entre celui des adultes et celui des Theropoda dont les plus gros pesaient environ deux fois moins qu'un Albertosaurus adulte. Cependant, comme les traces de comportement dans les gisements de fossiles sont extrêmement rares, ces hypothèses ne peuvent pas être facilement vérifiées. Phil Currie estime que Daspletosaurus formait des groupes de chasse, bien que cela ne puisse pas être établi avec certitude. Il n'existe aucune preuve d'un comportement grégaire des Gorgosaurus,.

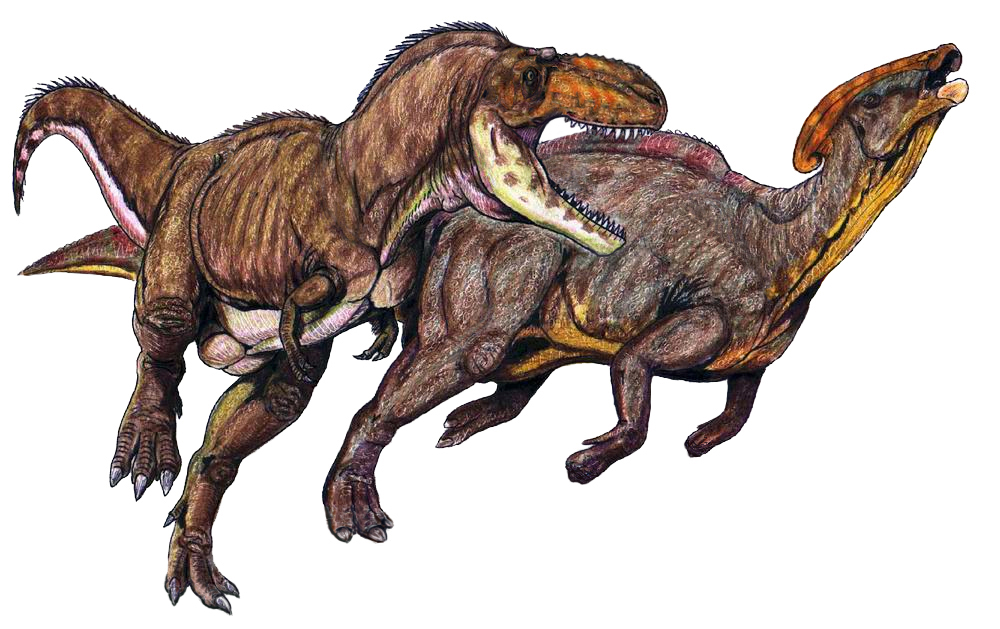
Teratophoneus attaquant un Parasaurolophus, vue d'artiste par Dimitri Bogdanov.

Le débat quant à savoir si Tyrannosaurus rex était un prédateur ou un charognard pur est aussi vieux que celui sur sa locomotion. Lambe (1917) a décrit un squelette bien conservé de Gorgosaurus, proche parent du Tyrannosaurus, et a conclu que ce premier et donc aussi Tyrannosaurus rex était un charognard pur, car les dents de Gorgosaurus montraient peu d'usure. Cet argument n'est plus pris au sérieux parce que les Theropoda remplaçaient leurs dents assez rapidement. Depuis la première découverte du Tyrannosaurus, la plupart des scientifiques sont convenus que c'était un prédateur, même si, comme les grands prédateurs modernes, il devait saisir l'opportunité de récupérer ou de voler la proie morte d'un autre prédateur s'il en avait l'occasion,.
Jack Horner, un expert connu des Hadrosauridae est actuellement le principal défenseur de l'idée que Tyrannosaurus rex était exclusivement un charognard et ne chassait jamais,,. Horner a présenté plusieurs arguments pour étayer son hypothèse. La présence de grands bulbes et nerfs olfactifs suggère qu'il avait un odorat très développé, lui permettant de flairer les cadavres sur de grandes distances. Ses dents pouvaient broyer les os et, donc, extraire un maximum de nourriture (moelle osseuse) des restes de carcasses qui sont, généralement, les parties les moins nutritives. Enfin, au moins certaines de ses proies potentielles pouvaient se déplacer rapidement alors qu'on a presque la preuve qu'il ne savait pas courir,.
D'autres indices suggèrent au contraire que Tyrannosaurus était un chasseur. Par exemple, les orbites de Tyrannosaurus sont positionnées de façon que les yeux regardent en avant, lui permettant d'avoir une vision binoculaire légèrement meilleure que celle des faucons modernes. On a aussi retrouvé des blessures cicatrisées infligées par un Tyrannosaurus sur des squelettes d'Hadrosauridae et de Triceratops qui ont donc du survivre à une attaque,,. Certains chercheurs soutiennent que si Tyrannosaurus avait été un charognard, un autre dinosaure aurait dû jouer le rôle de plus grand prédateur dans ces régions au Crétacé supérieur. Les plus grandes proies étaient les grands Marginocephalia et Ornithopoda. Les autres Tyrannosauridae avaient des caractéristiques physiques si proches de Tyrannosaurus que seuls les petits Dromaeosauridae auraient pu jouer ce rôle de grands prédateurs. Dans cette optique, les partisans d'un comportement de charognard ont émis l'hypothèse que la taille et la force des Tyrannosauridae leur permettaient de voler les proies des petits prédateurs. La plupart des paléontologues s'accordent à dire que Tyrannosaurus rex était à la fois un prédateur actif et un charognard.

#### Cannibalisme
Des preuves suggèrent également que les Tyrannosauridae étaient au moins occasionnellement des possibles cannibales. Tyrannosaurus lui-même a des preuves solides indiquant qu'il aurait été cannibale dans au moins une capacité de récupération basée sur des marques de dents présentes sur les os des pattes arrière, en particulier l'humérus et les métatarses d'un spécimen. Les fossiles de la formation de Fruitland, de la formation de Kirtland (tous deux datant du Campanien) et de la formation d'Ojo Alamo (en) (d'âge Maastrichtien) suggèrent que le cannibalisme était présent dans divers genres de Tyrannosauridae du bassin de San Juan. Les preuves recueillies à partir des spécimens suggèrent un comportement alimentaire opportuniste chez les Tyrannosauridae qui cannibalisaient les membres de leur propre espèce.

### Répartition

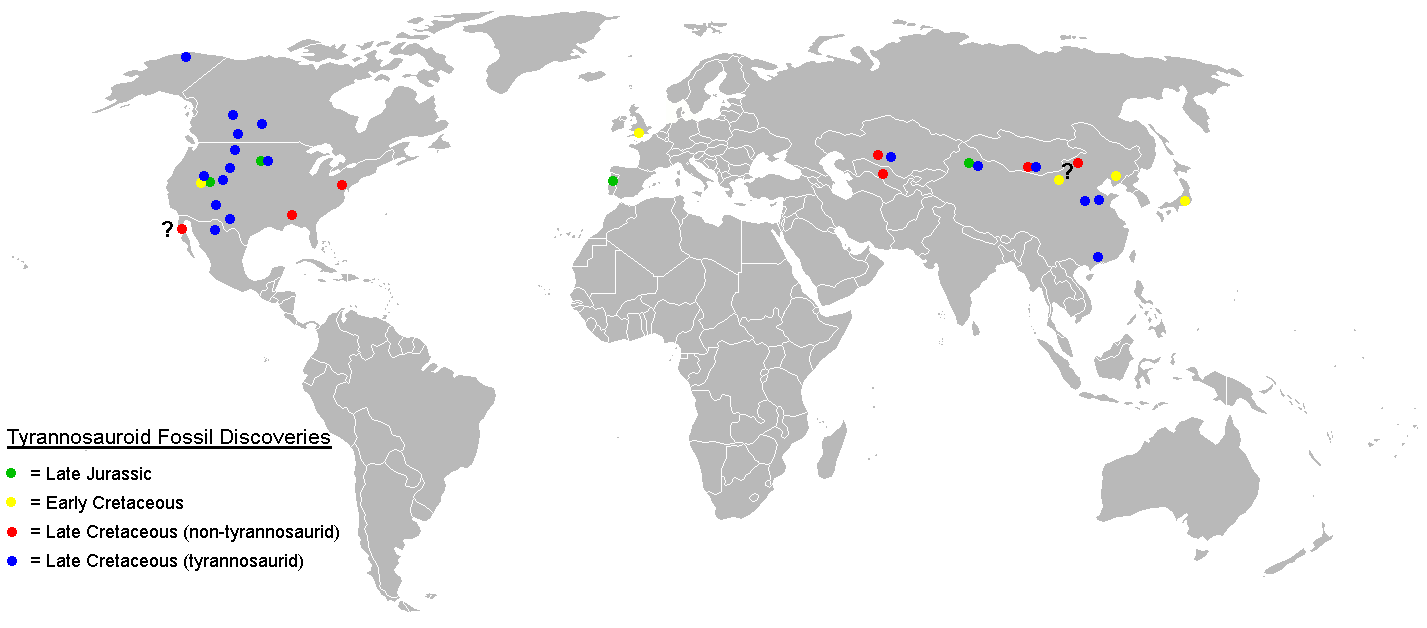
Alors qu'on trouve les premiers Tyrannosauroidea sur les trois continents de l'hémisphère nord, et peut-être en Australie, on n'a trouvé des fossiles de Tyrannosauridae qu'en Amérique du Nord et en Asie.

Alors qu'on trouve les premiers Tyrannosauroidea sur les trois continents de l'hémisphère nord, on n'a trouvé des fossiles de Tyrannosauridae qu'en Amérique du Nord et en Asie. On a parfois découvert des fragments de fossiles dans l'hémisphère sud qui ont été appelés « Tyrannosauridae de l'hémisphère sud » même si ceux-ci semblent avoir été confondus avec des fossiles d'Abelisauridae. La date exacte d'apparition et le lieu d'origine de la famille restent inconnus en raison de la mauvaise qualité des fossiles trouvés sur les deux continents et datant du milieu du Crétacé, même si l'on sait que les premiers Tyrannosauridae ont vécu au début du Campanien sur l'île-continent Laramidia, correspondant à l'ouest de l'Amérique du Nord,.
On n'a jamais trouvé de restes de Tyrannosauridae dans l'est de l'Amérique du Nord, tandis que les plus primitifs des Tyrannosauroidea comme Dryptosaurus et Appalachiosaurus y ont persisté jusqu'à la fin du Crétacé, ce qui semble indiquer que les Tyrannosauridae doivent avoir évolué ou s'être dispersés dans l'ouest de l'Amérique du Nord après la division du continent par la Voie maritime intérieure de l'Ouest au milieu du Crétacé. Des fossiles de Tyrannosauridae ont été trouvés en Alaska, qui reliait à l'époque l'est de l'Asie à l'ouest de l'Amérique et qui pourrait donc avoir servi de voie de passage entre l'Amérique du Nord et l'Asie. Les genres Alioramus et Tarbosaurus qui se sont révélés être liés dans une analyse cladistique, forment l'unique branche asiatique de la famille. Cela a ensuite été réfuté avec la découverte de Qianzhousaurus et la description de la tribu des Alioramini. Des dents de tyrannosaure d'une grande espèce de variété inconnue ont été découvertes dans la péninsule de Nagasaki par des chercheurs du musée préfectoral des dinosaures de Fukui, élargissant encore la gamme du groupe. Les dents ont été estimées à 81 millions d'années (âge Campanien).
Des deux sous-familles, les Tyrannosaurinae semblent avoir été les plus répandus. Les Albertosaurinae sont inconnus en Asie, qui a été le foyer des Tyrannosaurinae Tarbosaurus et Alioramus. Les deux sous-familles étaient présentes au Campanien et au début du Maastrichtien en Amérique du Nord, avec le Tyrannosaurinae Daspletosaurus vivant dans tout l'ouest intérieur tandis que les Albertosaurinae Albertosaurus et Gorgosaurus n'ont été actuellement trouvés que dans la partie nord-ouest du continent.
À la fin du Maastrichtien, les Albertosaurinae semblent avoir disparu d'Amérique alors que le Tyrannosaurinae Tyrannosaurus la parcourait de la Saskatchewan au Texas. Cette tendance se retrouve chez d'autres taxons de dinosaures d'Amérique du Nord. Au cours du Campanien et au début du Maastrichien, les sous-familles des Lambeosaurinae (famille des Hadrosauridae) et des Centrosaurinae (super-famille des Ceratopsia) étaient fréquents dans le nord-ouest, tandis que les Saurolophinae et les Chasmosaurinae étaient plus abondants dans le sud. À la fin du Crétacé, les Centrosaurinae ont disparu et les Lambeosaurinae sont devenus rares, tandis que les Saurolophinae et Chasmosaurinae sont communs à l'intérieur de la région occidentale. Une étude publiée dans la revue Scientific Reports en 2016 par Steve Brusatte et Thomas Carr indique qu'à la fin du Maastrichtien, Tyrannosaurus lui-même aurait pu être en partie responsable de l'extinction des autres tyrannosauridés dans la majeure partie de l'ouest de l'Amérique du Nord. L'étude indique que Tyrannosaurus aurait pu être un immigrant d'Asie au lieu d'avoir évolué en Amérique du Nord (peut-être un descendant de l'étroitement apparenté Tarbosaurus) qui a supplanté et surpassé d'autres tyrannosauridés. Cette théorie est en outre étayée par le fait que peu ou pas d'autres types de tyrannosauridés se trouvent dans l'aire de répartition connue de Tyrannosaurus.